# História do tempo presente

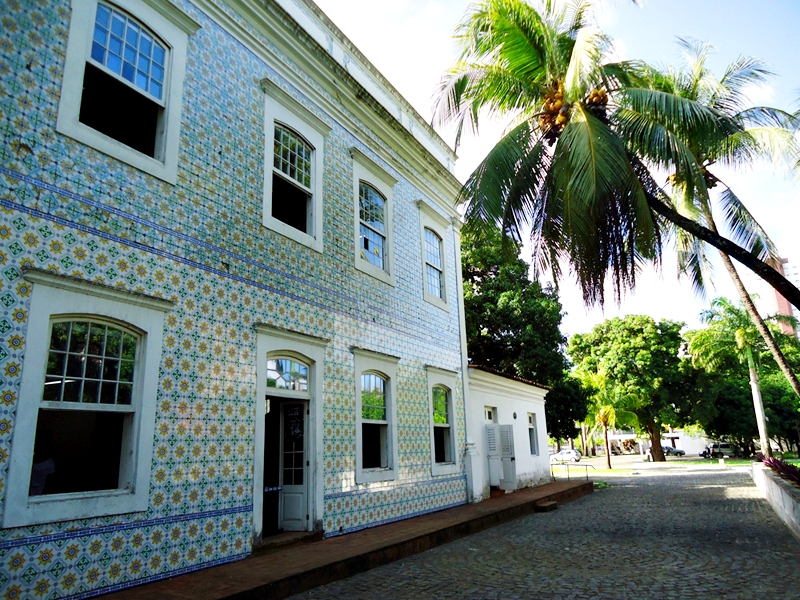
Observado na disciplina, o crescimento de museus é evidência das demandas sociais por historicidade. Na foto, o Museu da Abolição, no Recife, referencia elementos de questões atuais do Brasil: racismo, escravidão, cultura afro-brasileira.

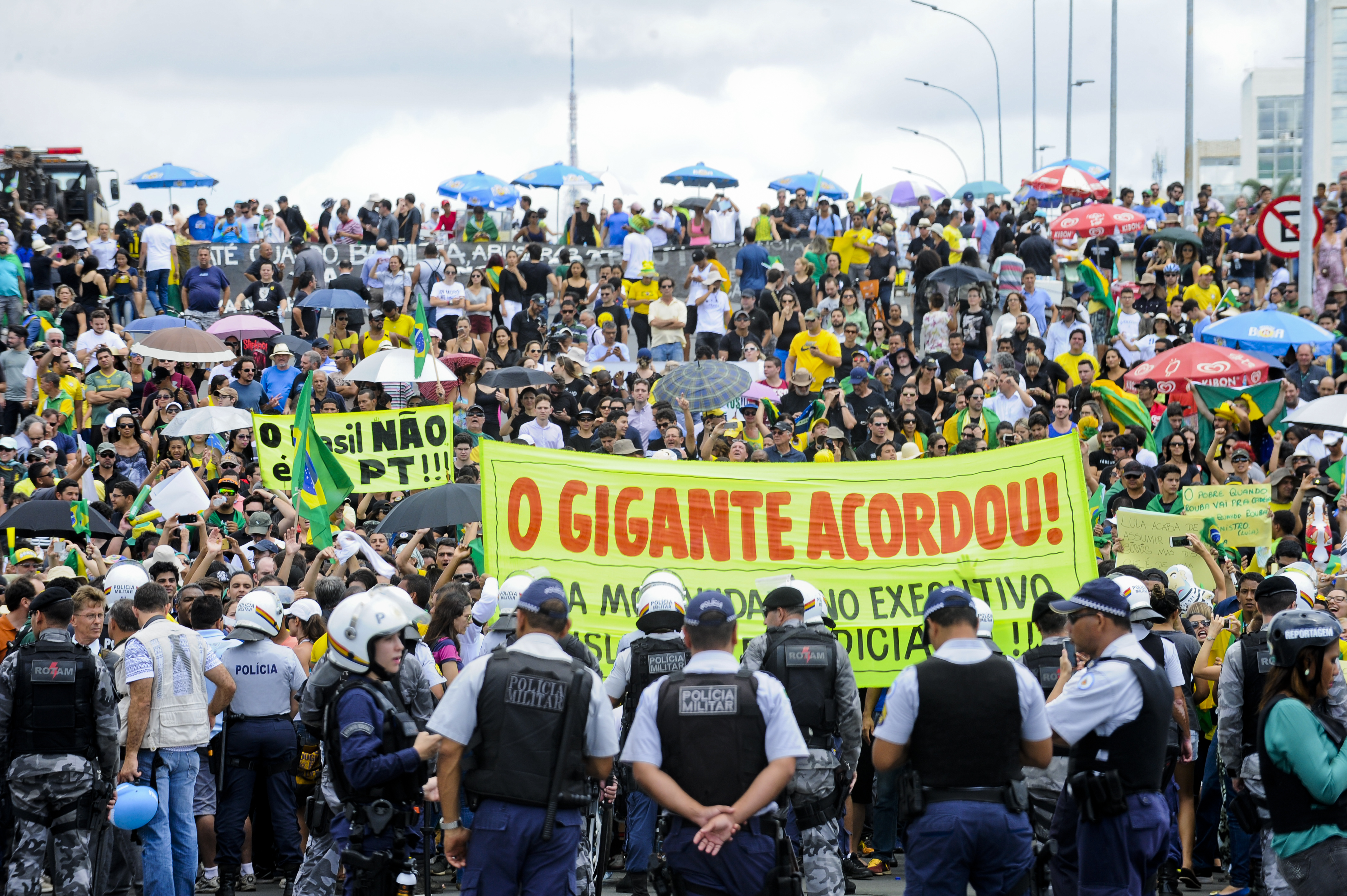
O presente é um espaço de disputa e constante reescrita. Manifestação em Brasília contra a nomeação do ex-presidente Luiz Inácio Lula da Silva para a Casa Civil

A história do tempo presente é um campo dos estudos históricos voltado à análise das rupturas e permanências do passado no presente. Este campo encontrou, no início do século XX, seus primeiros movimentos de institucionalização em países como a Alemanha e a França, após a Segunda Guerra Mundial. Baseando-se no entendimento ampliado do ofício do historiador, a história do tempo presente pode ser pensada como mais uma renovação no campo da disciplina História ao deslocar o centro da pesquisa histórica do passado para o presente, colocando problemáticas que partem do presente para análise do passado. Deste modo, o que os estudiosos do campo propõem é compreender, a partir do presente, a constituição de permanências e rupturas temporais que, de algum modo, possuem eco ou reverberação na atualidade. Diferentemente da História do presente, da História imediata ou ainda do Jornalismo, a história do tempo presente busca colocar em contexto histórico as sociedades atuais por meio da investigação da construção de seu passado e de seus usos públicos e políticos, argumentando que o tempo presente não é uma dimensão ligada apenas ao imediato, mas sim permeada por camadas de passados, lembranças e experiências.
A emergência da história do tempo presente está em consonância com o surgimento de novas políticas de memória, da investigação de traumas nacionais, do crescimento de demandas sociais por políticas de reparação e da revalorização do acontecimento para entender o processo histórico. Esse campo de estudos é, com frequência, fundamentado na hipótese da eclosão do regime de historicidade presentista, definido por François Hartog como a experiência contemporânea do tempo, em que o futuro deixa de suscitar esperança nos indivíduos. O fim dos regimes totalitários, em meados do século XX, contribuiu para uma nova experiência do tempo, onde o presente passou a ser sentido como em constante mudança, mas levando a um futuro imprevisível e, muitas vezes, pessimista. A capacidade humana de projetar seu futuro e construir suas recordações se veem abaladas, pois o ser humano não tem outro horizonte além de seu próprio presente. Uma das consequências dessa percepção é a tentativa de dar significado aos fenômenos logo após eles ocorrerem, sem esperar que a passagem do tempo possa contribuir para um entendimento melhor do acontecido. Uma evidência dessa nova experiência do tempo está na emergência do desejo por memória, surgido no final do século XX, e que trouxe consigo uma das principais discussões da história do tempo presente: a reinvenção do passado em um tempo de desorientação do presente. Nesse contexto é observável um grande crescimento de filmes, documentários, livros, biografias e museus, que buscaram atender as demandas sociais por historicidade e sentido do tempo presente.
A perspectiva da história do tempo presente encontra suas primeiras institucionalizações em países europeus a partir do interesse pela história das grandes guerras mundiais e pelo testemunho. Nos anos 2000, este campo surge na América Latina, em especial no Brasil, através de estudos voltados para a análise da ditadura civil-militar. O entendimento da diversidade temática e de enfoque nas diferentes emergências nacionais da história do tempo presente ajuda a entender que o campo não é isento de tensões e que articula uma série de noções fundamentais e fatores gravitacionais a partir de diferentes focos de análise. Dada a sua proposta voltada em especial ao estudo dos estratos de tempo que compõem o presente, as abordagens do campo passaram por uma série de críticas. A resposta a essas críticas fez a história do tempo presente se reestruturar em torno de eixos centrais de estudo como a cultura política, as discussões sobre memória e os usos do passado.

## Emergências nacionais

### Alemanha

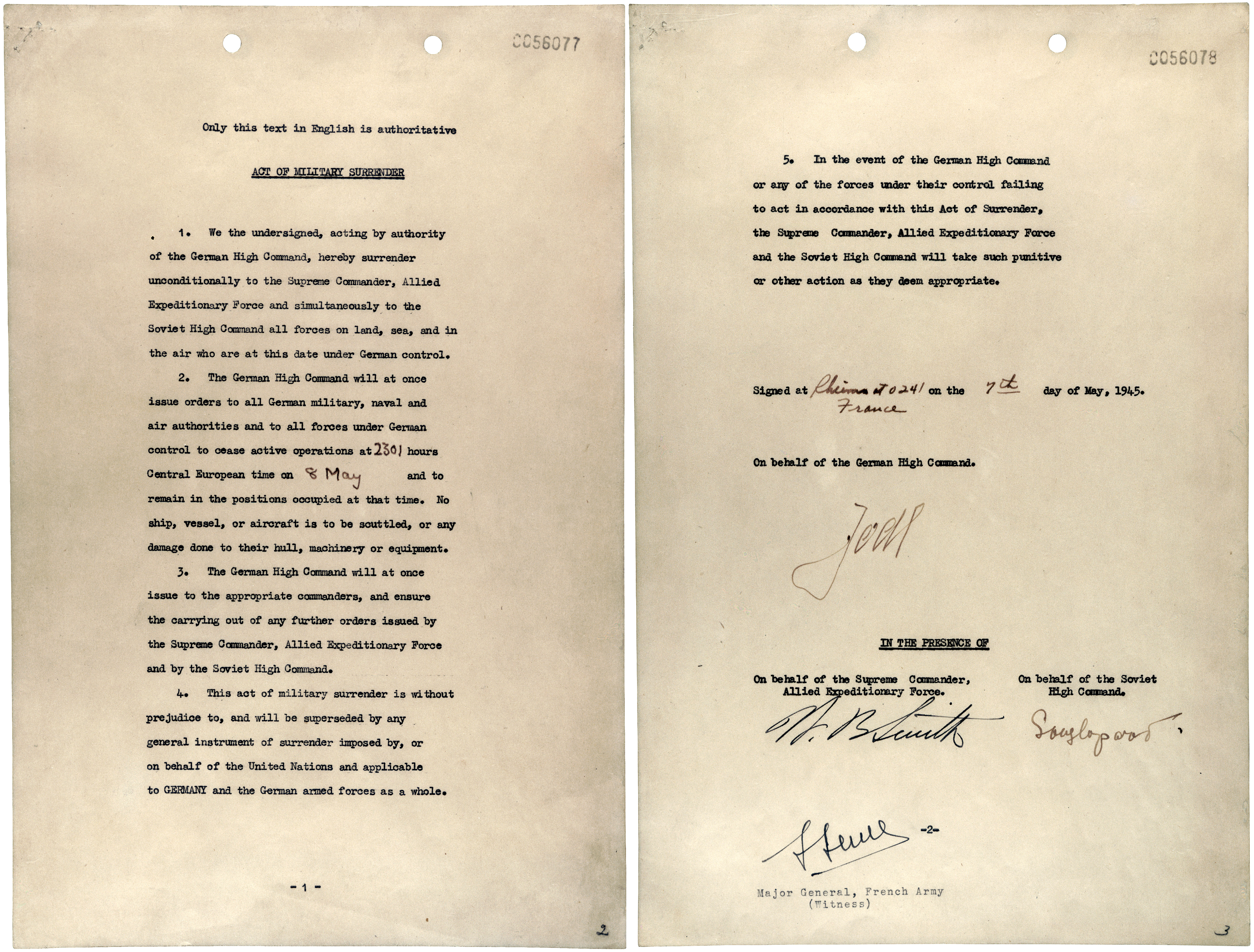
O instrumento da rendição alemã que marcou o fim da Segunda Guerra Mundial, assinado em Reims no dia 7 de maio de 1945

A Alemanha foi o primeiro país a formar o campo da história do tempo presente, que emergiu de maneira sistemática a partir da década de 1950. O principal termo utilizado para definir o campo é Zeitgeschichte, que remete a discussões em torno da ideia de uma reconstrução crítica do passado. A história do tempo presente teve início a partir dos debates sobre a noção de História Contemporânea (isto é, a historiografia da Idade Contemporânea), liderados por Hans Rothfels, em 1953, e que buscou delimitar temporalmente o início do que poderia ser considerado a história recente. Os debates emergiram em torno das análises sobre a história a partir do ano de 1917, pensando o viés político e as marcas da Primeira Guerra Mundial, e passou a incorporar progressivamente eventos recentes, a exemplo da Segunda Guerra Mundial.
Desde os primeiros defensores da história do tempo presente, em 1953, observa-se um crescente movimento de historiadores dedicados ao estudo sobre o passado próximo na Alemanha, principalmente em referência aos traumas e a história política recente. Se na fase inicial de consolidação do campo os estudos eram voltados ao Nazismo e ao período da Segunda Guerra Mundial, a partir das décadas de 1980 e 1990 as abordagens passaram a privilegiar estudos sobre a noção de tempo, memória e patrimônio. Uma segunda temática em crescimento é a história do país após 1990, em particular sobre os principais eventos dentro das últimas décadas pensados nas suas relações com o final do século XX. Além disso, há também o peso de pesquisadores de outras áreas, em especial do jornalismo e das ciências sociais, nos debates atuais e na produção bibliográfica recente sobre a história das últimas décadas no país. Entre vários pesquisadores debruçados sobre a história recente, há um enfoque nas relação dos principais eventos com as expectativas e experiências na Alemanha e na Europa do Pós-Guerra, contribuindo diretamente para as discussões sobre a própria ideia de história do tempo presente e as relações passado, presente e futuro.

### Estados Unidos

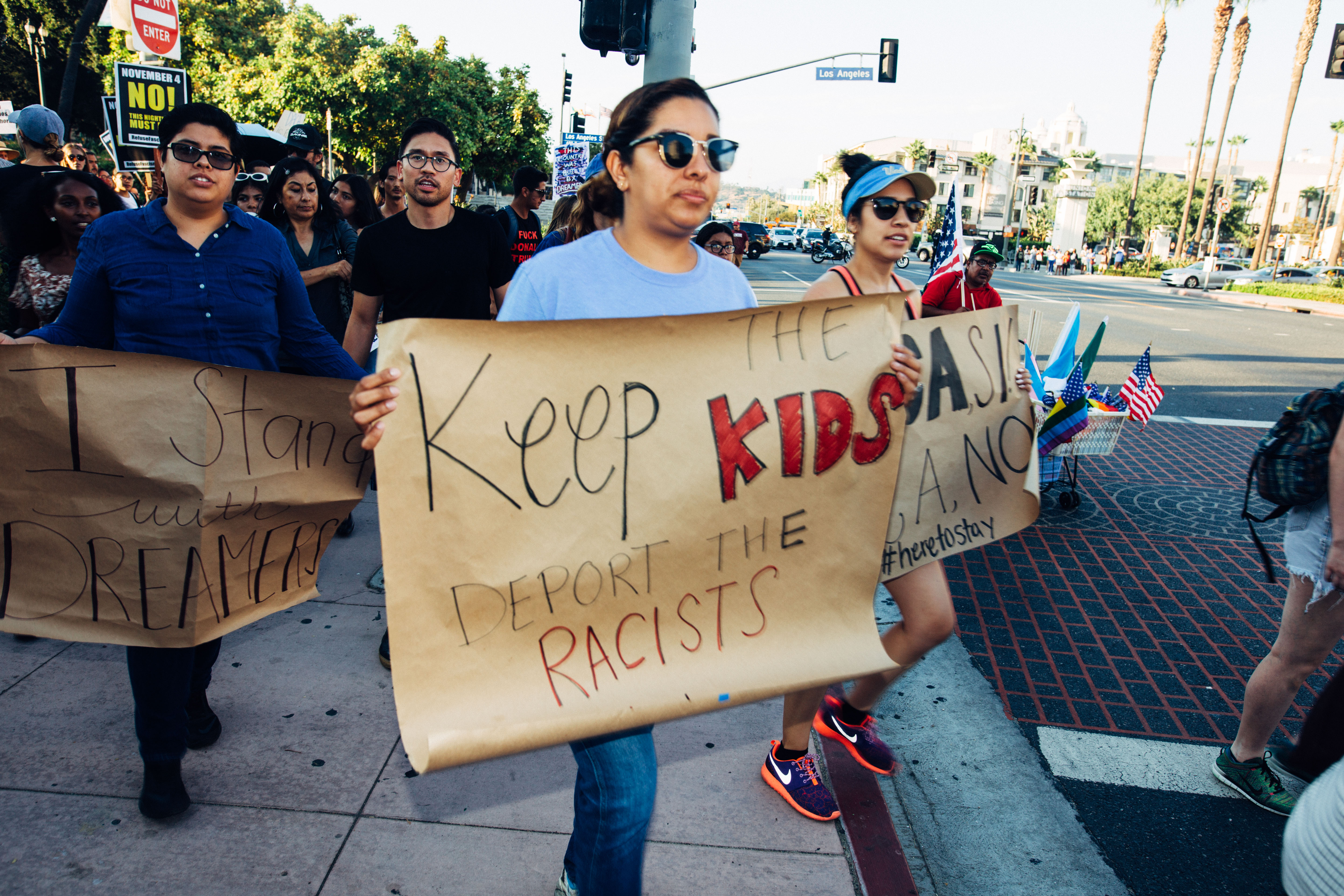
Manifestação em 5 de Setembro de 2017 contrárias às recentes perseguições a migrantes latino-americanos ilegais nos Estados Unidos.

O desenvolvimento da história do tempo presente nos Estados Unidos esteve ligado ao campo da História Oral. A institucionalização da História Oral, associada a perspectiva do Tempo Presente, surgiu em 1950, ganhando força nos anos 1960 com o desenvolvimento de projetos voltados ao registro das recordações da sociedade estadunidense. Esses projetos, na área de História Oral, não estavam necessariamente ligados ao meio acadêmico, sendo também desenvolvidos por movimentos sociais e associados à luta por direitos das mulheres, negros, LGBT's e migrantes. A partir da década de 1960, os estudos que envolveram temas considerados próximos temporalmente também cresceram no ambiente acadêmico e escolar, incluindo as abordagens econômicas e políticas, através de temas como a crise de 1929, as migrações e a classe trabalhadora. Essas pesquisas foram diretamente influenciadas pela expansão da História Social e da História Contemporânea, com ênfase no estudo de conflitos.
A partir das décadas de 1980 e 1990 as discussões sobre a história recente ocuparam um lugar central, com o lançamento de uma série de livros e pelo crescimento da incorporação de conteúdos ligados ao século XX nos currículos estadunidenses, tanto acadêmicos quanto escolares. Esse processo caminhou junto com a expansão dos questionamentos sobre o problema da memória na década de 1980 ao redor do mundo. Nos Estados Unidos, em especial, visualiza-se a incorporação de discussões sobre a história, assim como sobre a memória, em diversos suportes como o rádio, a televisão e o cinema, expandindo as discussões sobre os significados do passado e marcando um conjunto de evidências que sustentam a hipótese do regime de historicidade presentista, desenvolvida por François Hartog. De maneira bastante semelhante, o historiador estadunidense Timothy Snyder promoveu uma série de reflexões em torno da realidade atual dos Estados Unidos e das principais permanências sociais e políticas do século XX, como movimentos de extrema-direita ou ainda as políticas migratórias. Para o autor, seria necessário voltar os olhos ao passado para ter uma melhor compreensão do presente, em tempos onde a lembrança da violência dos governos totalitários estaria cada vez mais espalhada.
Após o 11 de setembro de 2001, tem-se um novo marco da história do tempo presente nos Estados Unidos, por causa da discussão sobre um presente alargado e marcado pelo peso deste que foi considerado pelos estadunidenses como o trauma nacional mais recente e pelos temores em relação ao surgimento de novos movimentos autoritários após a eleição de Donald Trump. Essas preocupações colocaram em evidência que o presente se explica por si mesmo, mas que possui permanências, rupturas e muito a alertar sobre o que já aconteceu. Nota-se na historiografia do tempo presente, ligada aos Estados Unidos, uma abordagem global de análise, de perspectiva conectada espacialmente e com o desenvolvimento de reflexões sobre as inter-relações entre passado, presente e futuro. Os historiadores ligados à história do tempo presente entendem que os eventos do passado podem ou não ser esquecidos, banalizados ou, ainda, tornarem-se ofuscadores da compreensão do presente e do horizonte de expectativa em relação ao futuro.

### França

Ocupação alemã na França durante a Segunda Guerra Mundial

Na França, a história do tempo presente emerge na década de 1970 como um campo de estudo dedicado à análise de fenômenos contemporâneos da história nacional, em especial no que diz respeito à Segunda Guerra Mundial. Este processo foi acompanhado não só por historiadores interessados no campo, mas também pelo próprio Estado francês, que tomou a iniciativa de investigar, analisar e interpretar os eventos históricos mais recentes do país. Neste sentido, muitos pesquisadores desenvolveram pesquisas que tiveram como temas centrais o trauma, o testemunho, a memória e o acontecimento, tomando como ponto de partida a Segunda Guerra Mundial ou, mais especificamente para alguns, o regime de Vichy. A discussão sobre a história do regime é marcada pelo reconhecimento do colaboracionismo da França, ocupada pelos nazistas durante a Segunda Guerra Mundial, em relação às políticas antissemitas alemãs. A história do tempo presente, no contexto francês, colocou em debate o papel social dos historiadores franceses que foram, em várias ocasiões, convocados a participar de pesquisas e investigações relativas ao que seria compreendido, para estes mesmos pesquisadores, como a mais recente catástrofe de seu país: a Segunda Guerra Mundial e o colaboracionismo da França com o Terceiro Reich.
A partir da segunda metade do século XX, a escrita de novas histórias nacionais e a publicação de coletâneas de pessoas direta ou indiretamente ligadas ao Instituto de História do Tempo Presente (IHTP), como, por exemplo, o livro Lugares de memória de Pierre Nora, contribuíram para a consolidação da história do tempo presente no contexto francês. A emergência do campo de estudos da história do tempo presente na França se mistura com a fundação do IHTP, em 1978. O projeto de criação do Instituto esteve diretamente associado a existência do Comitê de História da Segunda Guerra Mundial, criado pelo governo francês para buscar apurar a história recente francesa após os diversos conflitos que marcam o país entre 1939 e 1945, e impulsionou o estudo sobre eventos temporalmente mais próximos. Por se situar em um campo com poucos estudiosos, onde se argumentava os perigos de uma proximidade temporal com os temas de pesquisa, o IHTP enfrentou resistências em seu processo de consolidação, se aproximando e se apoiando, muitas vezes, nas propostas da Escola dos Annales e da Nova História Política.

### Brasil

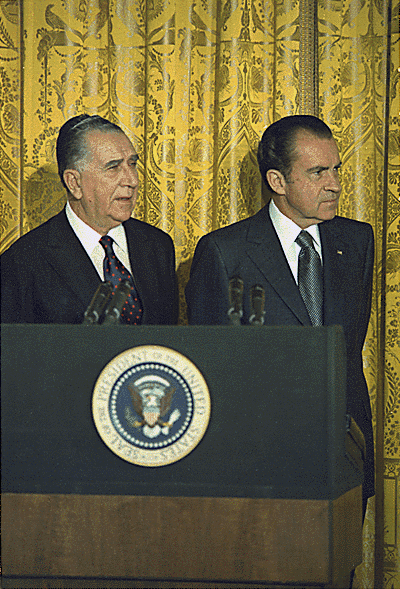
Emílio Garrastazu Médici (à esquerda) com o então presidente dos Estados Unidos, Richard Nixon, em dezembro de 1971

No Brasil, apesar de existirem pesquisadores que utilizaram a abordagem da história do tempo presente antes das décadas de 1970 e 1980, é nesse período que o campo emergiu de maneira institucionalizada por ocasião da fundação de lugares como o Centro de Pesquisa e Documentação de História Contemporânea do Brasil (CPDOC) e pelos trabalhos relacionados à História Oral desenvolvidos por pesquisadoras como Marieta de Moraes Ferreira e Verena Alberti. Outro marco fundamental nesse processo de institucionalização do campo foi a criação, em 1994, do Laboratório de Estudos do Tempo Presente do Instituto de Filosofia e Ciências Sociais da Universidade Federal do Rio de Janeiro (UFRJ), sendo o primeiro grupo universitário formal de história do tempo presente no Brasil. Após o surgimento deste primeiro laboratório, outras instituições passaram a enfocar no campo, que em outros países já havia se consolidado nos meios acadêmicos desde a década de 1970, e, em 2007, a Universidade do Estado de Santa Catarina (UDESC) implementou o primeiro Programa de Pós-graduação em História no Brasil com área de concentração em história do tempo presente.
Durante as últimas décadas é visível a consolidação de alguns temas na historiografia brasileira sobre história do tempo presente. Influenciada pelos autores franceses, a história do tempo presente no Brasil vem mantendo atenção na análise dos principais eventos que marcaram as últimas décadas do século XX e o início do século XXI. Entre os principais temas estão o estudo sobre a ditadura civil-militar, a Comissão Nacional da Verdade, a lei de acesso à informação e as possibilidades abertas pela História Oral para as análises no campo. Se observa também uma ênfase em estudos sobre a história das culturas políticas no contexto da redemocratização e o campo do patrimônio cultural no Brasil.

### Argentina

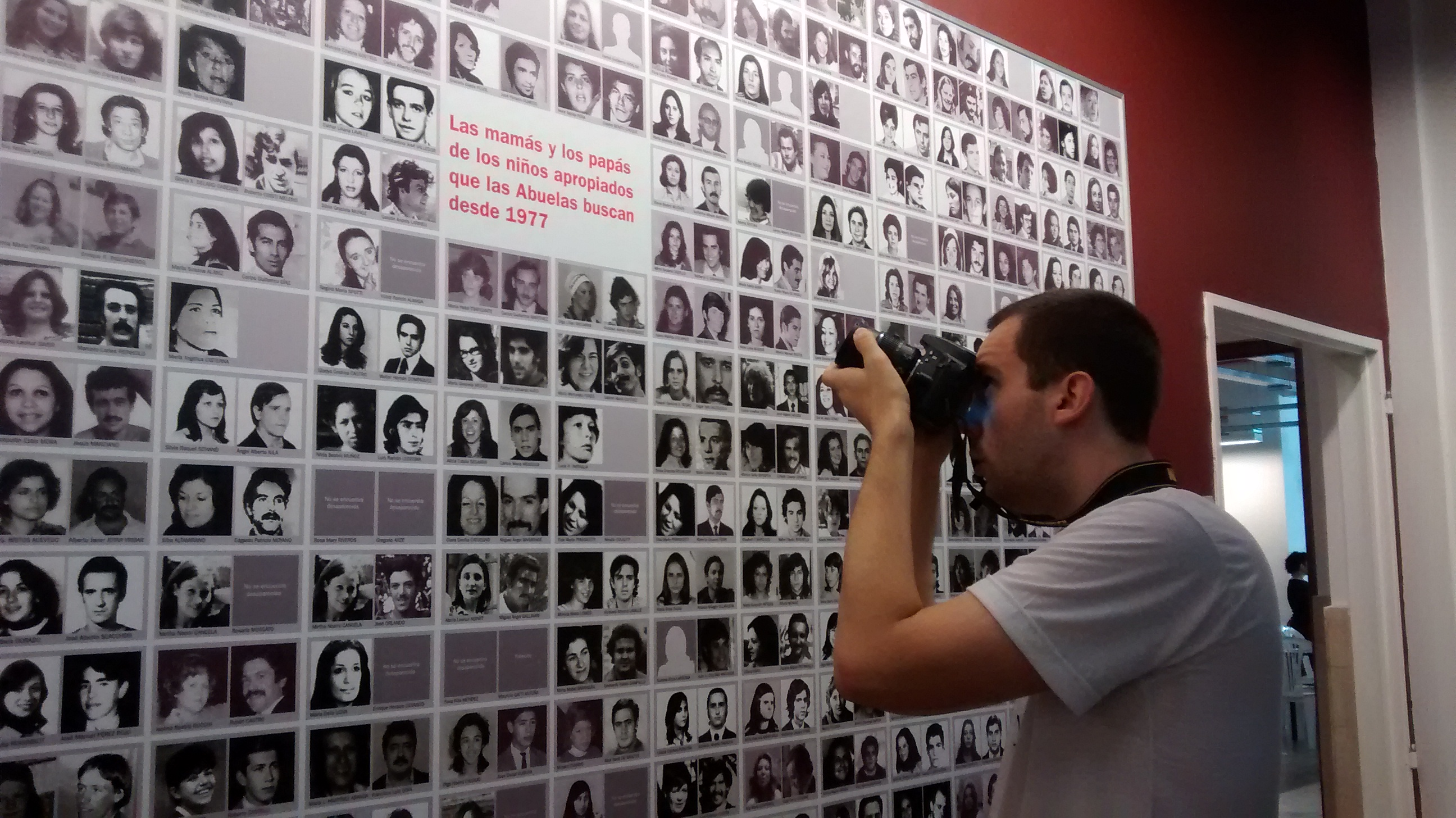
Fotos de filhos e netos desaparecidos durante a última ditadura militar argentina

Na Argentina, diferentemente de outros países, como o Brasil, a nomenclatura mais utilizada para denominar a história do tempo presente é história recente. O campo se constituiu em torno dos debates sobre os principais eventos das últimas décadas do século XX e do início do século XXI, sendo a última Ditadura militar no país o principal tema analisado pelos pesquisadores. Tem-se realizado uma série de discussões em torno dos direitos humanos, da história política e das demandas sociais em torno das marcas deixadas pelo governo ditatorial no século XX. Os primeiros estudos na Argentina em história do tempo presente começaram ainda na década de 1980 com os cientistas sociais. A entrada mais intensiva dos historiadores aconteceu a partir da década de 1990.
A discussão em torno da história do tempo presente ganhou espaço principalmente a partir de 1994, período de transição política para um regime democrático, impulsionada pelos debates públicos sobre a responsabilidade daqueles que teriam cometido violações aos direitos humanos na Argentina. A partir dos anos 2000 houve crescimento de discussões em torno da memória e das análises históricas referentes à experiência ditatorial no país graças as discussões jurídicas sobre aqueles que teriam atuado como torturadores no período. Ao mesmo tempo, houve tentativas de escrita da história recente do país por distintos grupos sociais, como aqueles que destacavam a experiência da década de 1970. Durante as primeiras fases da história do tempo presente na Argentina, muitos historiadores envolveram-se em discussões sobre o engajamento político. Essa associação com uma história engajada passaria a se intensificar nas últimas décadas do século XX, com a inserção de historiadores nos debates dedicados ao tema da violência política durante a ditadura civil-militar no país e em articulação com outros campos como a história das mulheres e a micro-história.

## Noções fundamentais

### Balizas móveis
A história do tempo presente não se refere apenas ao estudo do período recente ou do imediato, confusão gerada pelo próprio termo que designa esse campo de estudos. Os problemas de pesquisa, investigações e discussões partem de interesses da atualidade, mas os objetivos e sujeitos investigados pelos historiadores do tempo presente transitam entre as múltiplas camadas e permanências de passados, assim como de seus usos, conferindo, assim, espessura ao presente. Nesse sentido, para o historiador François Dosse, a história do tempo presente não se baseia apenas em um estudo acerca de um período de tempo ou de um espaço em específico, no caso, o presente, mas na análise dos fios que compõe esse presente. O historiador do tempo presente toma como ponto de partida a compreensão que os sujeitos ou objetos de sua pesquisa se situam entre a longa duração e a dimensão imediata. Assim, o presente não é mais interpretado apenas como uma situação de passagem entre o passado e o futuro, sendo transformado em uma lacuna ou um instante no qual o historiador busca desacelerar o ritmo do tempo para analisar os fenômenos. Tendo isso em vista, costuma-se dizer que o historiador do tempo presente trabalha com a noção de balizas móveis, expressão recorrente nos estudos de perspectiva francesa para indicar que o historiador transita nas dimensões temporais do passado, presente e futuro conforme o caso. O historiador é responsável por saber operacionalizar e lidar com jogos temporais constantes.

### Catástrofe

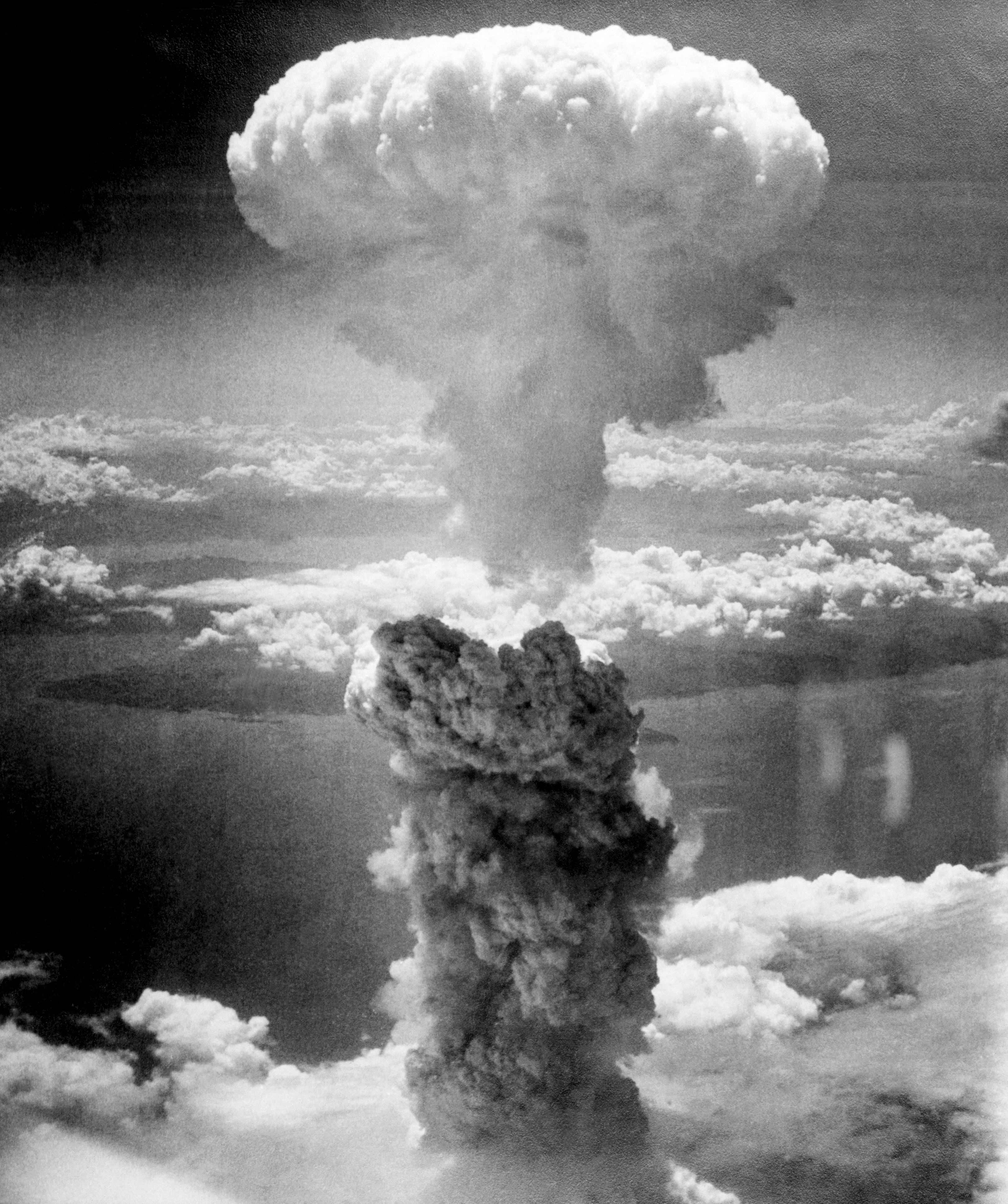
Explosão da bomba atômica em Nagasaki, em 9 de agosto de 1945

Os historiadores do tempo presente têm se dedicado, entre outras discussões, à compreensão do que seria um evento catastrófico e de que maneira ele influenciaria novas relações com o tempo. A catástrofe, para estes pesquisadores, é compreendida como um momento de ruptura provocado por um grande evento. A partir de sua significação, um marco determinante entre o ontem e o hoje é construído. Essa compreensão é fundamental para entender os marcos e pilares estruturais da história contemporânea em diferentes espacialidades e como distintas localidades ou grupos sociais se relacionam com traumas, observando também as consequências e permanências destes eventos. Discutida recentemente pelo historiador Henry Rousso, a catástrofe é, então, compreendida como possuindo também uma dimensão individual, sendo que a percepção do indivíduo desse tipo de fenômeno dependeria do local e do tempo no qual ele se insere.
Segundo alguns pesquisadores, uma catástrofe faria referência a ideia de experiências violentas compartilhadas entre as pessoas, como o caso da explosão da bomba atômica de Nagasaki onde a partir de então os sujeitos que estavam na cidade compartilharam daquela mesma vivência. Esse fato é fundamental para a compreensão do que, segundo alguns autores, seria o atual regime de historicidade, o presentista, proposto por François Hartog. Estaríamos vivendo sob um contexto onde o presente é a dimensão temporal mais importante, tendo em vista um passado marcado por traumas e, por isso, impossível de ser resgatado enquanto norteador da vida, e uma falta de futuros imaginados em função da desilusão gerada por um passado violento. Assim como os regimes de historicidade, a ideia de catástrofe revela uma dimensão subjetiva e, por isso, de definição variável, particular à cada caso. A noção de catástrofe auxiliaria o historiador do tempo presente a compreender a atual situação vivida pelos sujeitos, uma vez que ela inaugura uma nova ordem do tempo e o peso do último trauma, que varia de acordo com cada sociedade ou grupo, marca o restante das relações humanas com o presente e o futuro.

### Estratos do tempo

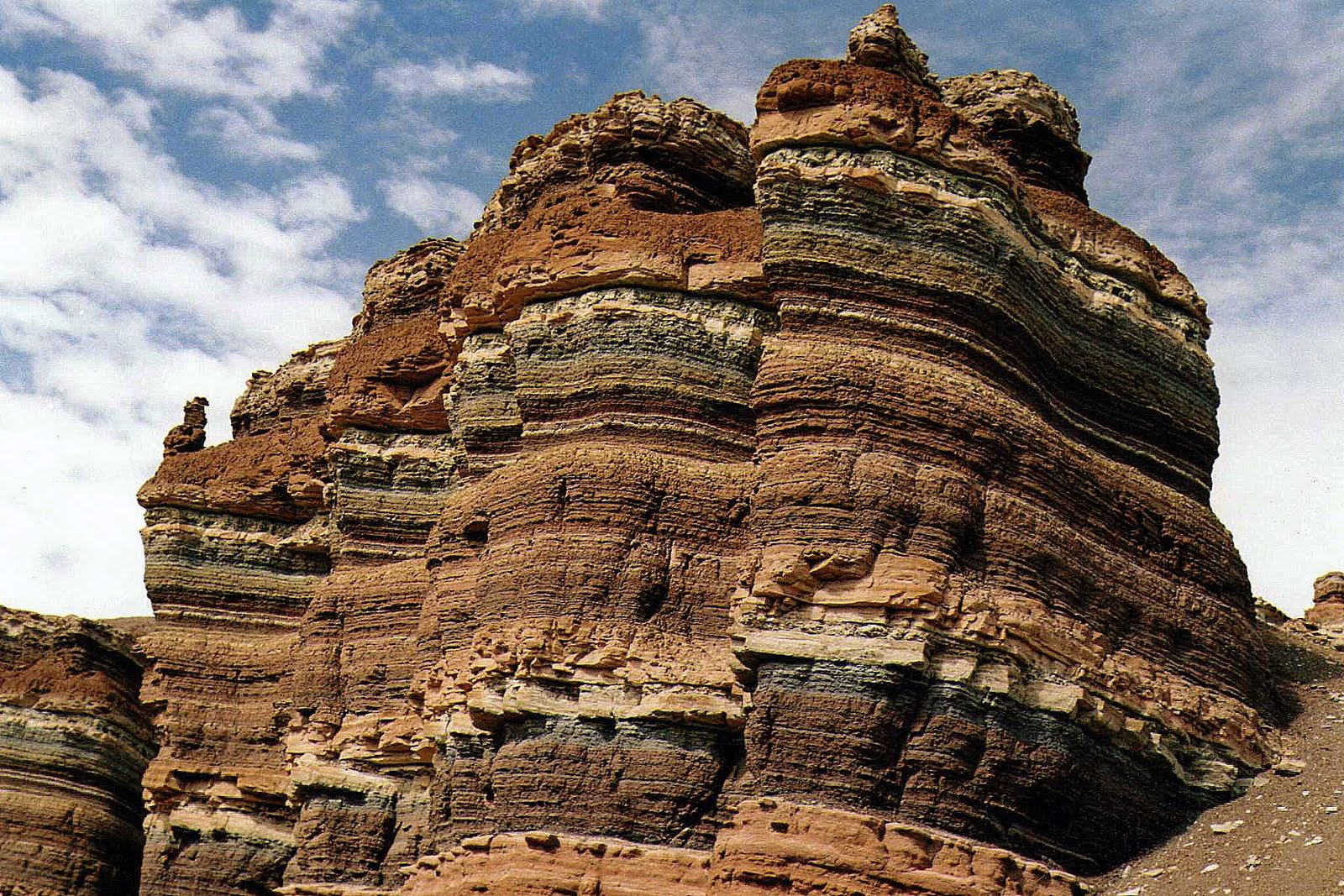
Estrato geológico em camadas, Quebrada das Conchas, na Província de Salta, Argentina

Uma das principais questões abordadas pelo campo da história do tempo presente são os estratos do tempo, metáfora que remete às formações geológicas sedimentadas em tempos e profundidades diferentes. Assim como os sedimentos geológicos, seções do tempo histórico se transformariam e diferenciariam em velocidades distintas. Essa noção, empregada pelo historiador Reinhart Koselleck, articula tempo e espaço na construção das análises históricas. O tempo histórico, segundo essa interpretação, é constituído por uma série de camadas distintas e que não necessariamente dependem uma da outra, mas atuam em um mesmo espaço e tempo de forma simultânea.
A concepção de estratos do tempo seria útil ao historiador do tempo presente por auxiliar na compreensão acerca do próprio presente, que ele busca analisar. Através dessa categoria de análise, seria possível ao pesquisador observar as diversas camadas de passado que permeiam o tempo que ele vive, pois o tempo histórico é composto por rupturas e permanências. Um exemplo desta questão é o processo civilizador pelo qual a sociedade europeia moderna haveria passado. Ao estudá-lo, segundo essa perspectiva, as noções de como se comportar em determinados ambientes ou inclusive dos modos de se sentar em uma mesa de jantar são vistas como processos que remontariam a Idade Moderna. A partir de um período ou de um evento é possível observar a permanência de diferentes processos históricos.

### Espaço de experiência e horizonte de expectativa
Dentro da abordagem da história do tempo presente, as categorias espaço de experiência e horizonte de expectativa auxiliam na compreensão acerca do que seria o tempo histórico, entendido como diferente do tempo cronológico. Para Reinhart Koselleck, é na tensão ou no encontro entre essas duas categorias meta-históricas que o historiador localiza o tempo histórico. As distensões entre experiência e expectativa remetem aos processos de interação entre as dimensões temporais denominadas passado, presente e futuro.
A categoria espaço de experiência abarca a dimensão do passado incorporado e significado pelos sujeitos através de uma relação entre passado e presente. Se a categoria de espaço de experiência está inserida nas relações entre passado e presente, a de horizonte de expectativa faz referência às projeções de possíveis futuros. Nesse sentido, ela se situa no espaço do que ainda não aconteceu, na imaginação orientada por possibilidades infinitas acerca do que poderia acontecer partindo sempre de um hoje. Essa categoria refere-se às relações entre presente e futuro. Instrumentalizadas, espaço de experiência e horizonte de expectativa possibilitam ao historiador transitar entre os estratos do tempo que compõem o presente, permitindo entender a transmissão das recordações, as relações com eventos traumáticos e o crescimento de um futuro aberto a múltiplas possibilidades. Futuro no qual, a partir da hipótese presentista do tempo, desenvolvida por François Hartog, as experiências parecem restringir o olhar frente ao futuro, receosas diante de um horizonte de expectativa amplo e impreciso.

### Presentismo

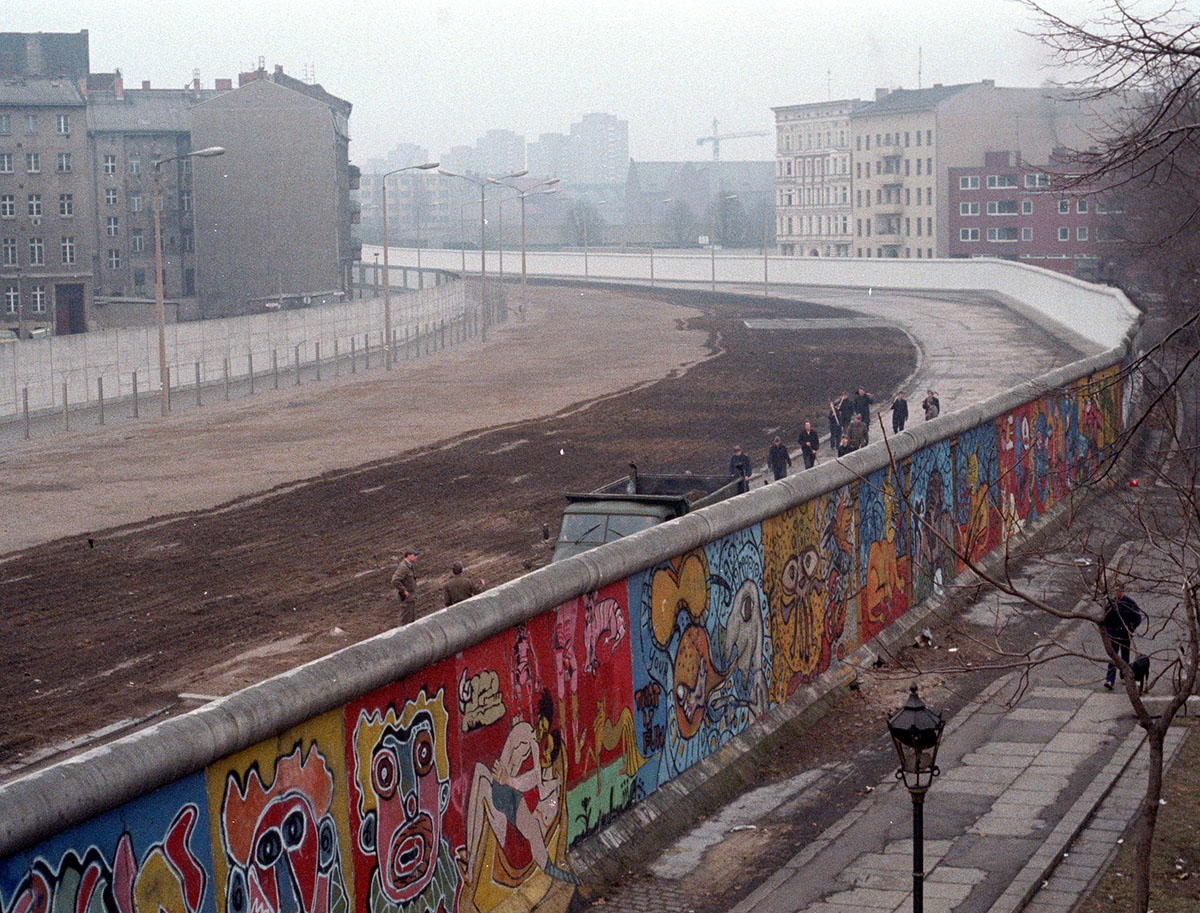
Muro de Berlim em 1986, poucos anos antes de sua destruição e da unificação da Alemanha

Presentismo é uma categoria de análise cunhada pelo historiador francês François Hartog em seu livro Regimes de Historicidade: presentismo e experiências do tempo, publicado originalmente em 2003. De acordo com o autor, a construção deste neologismo se deu em oposição ao conceito de futurismo, entendido como uma experiência moderna do tempo, em que o passado perde a sua qualidade didática enquanto fornecedor de exemplos a serem seguidos no presente, e a ação humana passa a ser orientada rumo à realização de um futuro carregado de expectativas. Seguindo esta lógica, o presentismo é definido como a experiência atual do tempo, em que o futuro deixa de suscitar esperança nos indivíduos, restando única e exclusivamente o presente como instância de orientação da práxis humana.
Segundo a hipótese de Hartog, desde a década de 1990 o presentismo pode ser entendido como o regime de historicidade do mundo contemporâneo ocidental, marcado por fenômenos como a globalização e a ascensão dos estudos sobre a memória e o patrimônio nas Ciências Humanas. A consolidação do neoliberalismo, após a Queda do Muro de Berlim, em 1989, e a Dissolução da União Soviética, em 1991, também seriam marcos importantes para a construção da percepção do presente como única dimensão temporal que o ser humano possui alguma capacidade de intervenção.
A hipótese do presentismo vem sendo largamente difundida na historiografia, mas não passou sem críticas. Muitos historiadores identificaram pontos questionáveis em seu argumento, principalmente em relação à noção de que as expectativas voltadas para o futuro teriam perdido relevância social a partir da década de 1990, ou o entendimento do presentismo como instaurador de uma ruptura com as experiências modernas do tempo. Outras críticas giram em torno das fragilidades da categoria regime de historicidade, que não elabora uma distinção entre as dimensões individual e coletiva sobre a percepção da passagem do tempo, a primeira de caráter subjetivo, e a segunda de caráter sociológico. De qualquer forma, Regimes de Historicidade: presentismo e experiências do tempo mobilizou uma série de reinterpretações sobre o tempo histórico no mundo contemporâneo, oferecendo elementos para se pensar novas formas de conceituação do presente como instância da experiência humana.

### Presentificação do passado

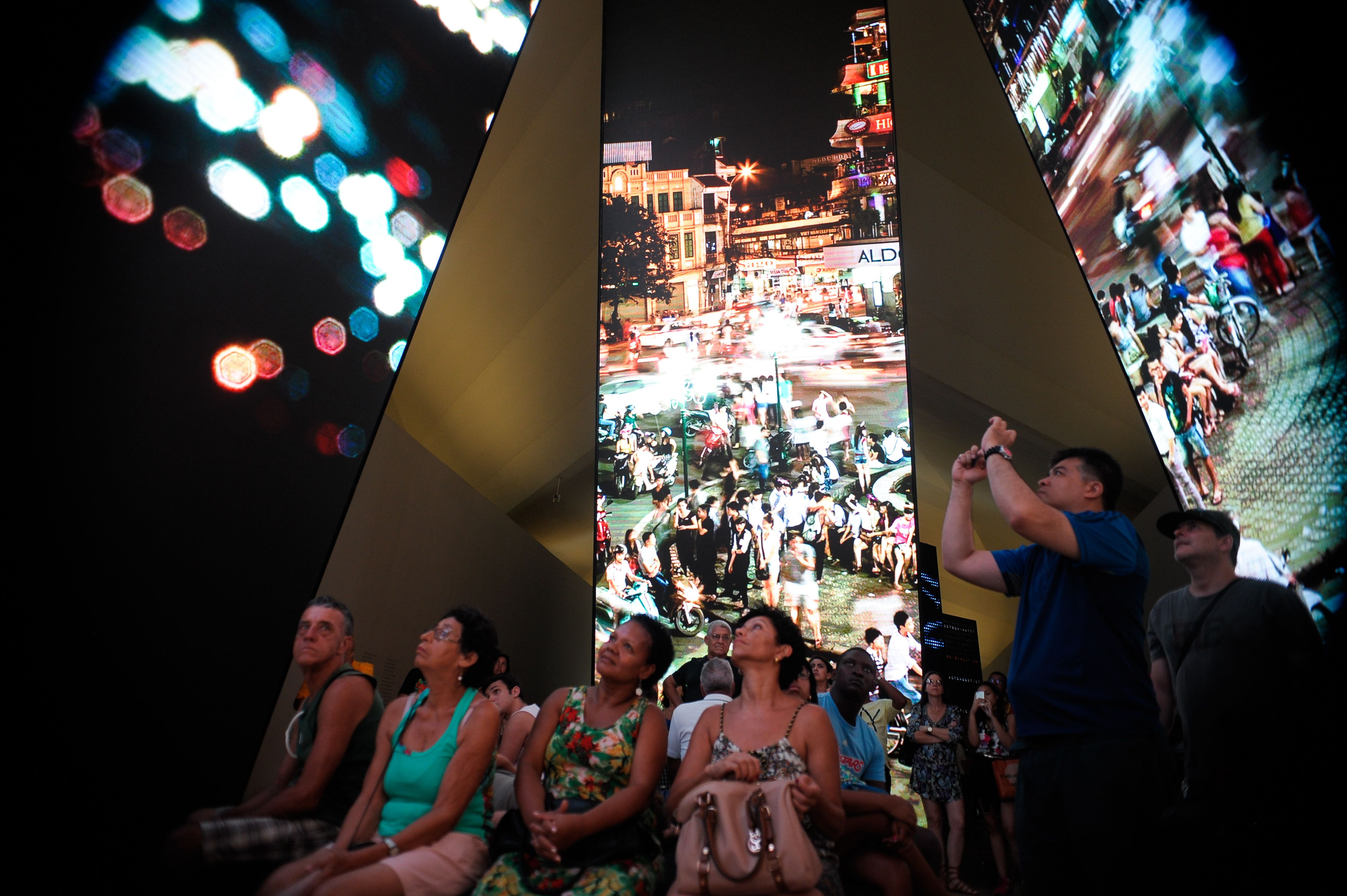
Visitantes na seção Antropoceno da exposição principal do Museu do Amanhã, montada para que o visitante passe por uma experiência da vida na Terra

O debate acerca da interpretação, desenvolvida em especial por Hans Ulrich Gumbrecht, de que a contemporaneidade está imersa em uma cultura de presença na media em que há um desejo visível por aproximações com o passado que visem presentificá-lo, torná-lo tangível e material, é um elemento base da história do tempo presente.  Essa noção está diretamente ligada ao contexto de expansão dos meios de comunicação, aliado aos novos movimentos por desejo de memória. Com a intensificação do desenvolvimento tecnológico, a partir da década de 1950, o rádio e a televisão passaram pelo crescimento da cultura do ao vivo e as sociedades ocidentais vieram a se relacionar de outra maneira com esses meios, uma vez que eles passaram a possibilitar formas de deslocamento da realidade sem a necessidade de deslocamento físico. Elementos desse desejo pelo passado presentificado podem ser sentidos em múltiplas instâncias, como nos jogos de futebol, nos programas de auditório ou, ainda, nos reality show's.
A perspectiva de Gumbrecht sobre a produção de presença não deve ser confundida com o presentismo de François Hartog. Ainda que ambos desenvolvam suas hipóteses tendo o presente como eixo central, as suas referências e os seus argumentos diferem em vários aspectos. Fundamentada na filosofia de Martin Heidegger, a presença de Gumbrecht diz respeito ao desejo humano ontológico por uma experiência direta do passado, que, por sua vez, poderia ser presentificado em função de suas qualidades materiais, ou seja, de objeto que ocupa e divide um mesmo espaço com o sujeito que o observa, atingindo a sua sensibilidade de forma imediata. Esta materialidade dos objetos do passado, percebidos enquanto forma e substância, é definida como o campo não hermenêutico, que constitui o cerne da crítica elaborada por Gumbrecht à metafísica ocidental, acusada de atribuir importância teórica apenas à linguagem presente nos objetos, e não à sua dimensão material. Na esteira das discussões da teoria da história acerca do tempo histórico no período moderno, o presentismo de Hartog não adentra em tópicos filosóficos como a hermenêutica, metafísica e ontologia, mas tem por objetivo descrever uma nova forma de experiência do tempo decorrente de um longo processo em que o presente se impõe como instância dominante sobre um futuro esvaziado de expectativas, oferecendo conceitos e instrumentos analíticos para compreender o fenômeno sob um olhar historiográfico.
No caso da história do tempo presente, a discussão sobre presentificação do passado se refere diretamente a ideia de lugares de memória ou ainda dos usos políticos e públicos do passado. Em uma sociedade cada vez mais presentista e acelerada, os seres humanos vivem constantemente sob um sistema de criação de formas de presentificar passados que não se deseja esquecer. Alguns exemplos do desejo por tocar o passado seriam museus, memoriais e documentários, que constroem uma possibilidade de transporte sensorial dos indivíduos a contextos já não mais existentes. Ao sentir as emoções que emergem com o contato direto com o passado, o indivíduo presencia fisicamente aquele instante, vivendo-o e experienciando-o como se tivesse ele mesmo vivido.

## Os fatores gravitacionais

### Acontecimento

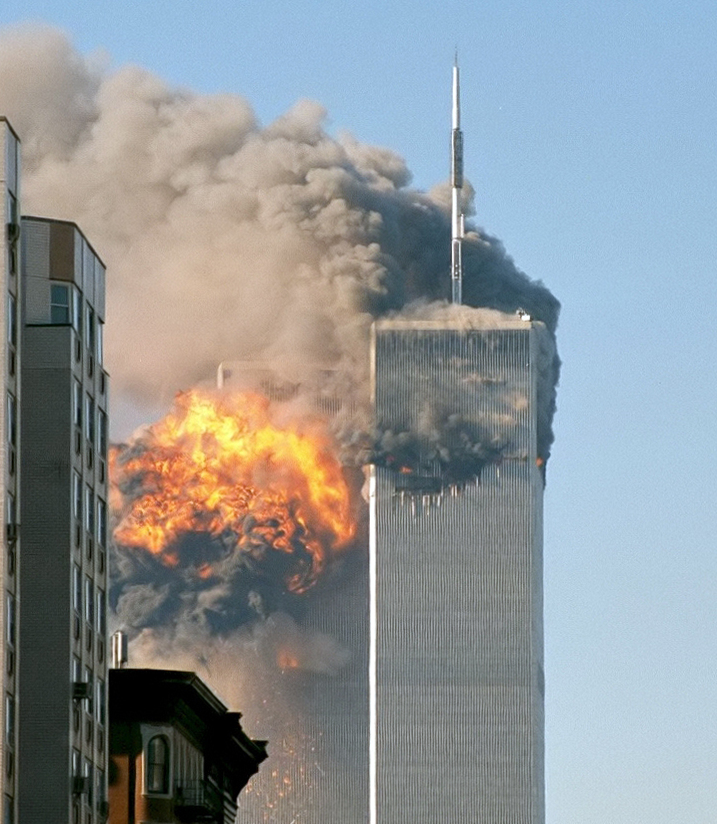
Face norte do 2 World Trade Center (torre sul) imediatamente após ser atingida pelo voo 175 da United Airlines

A compreensão da historiografia atual sobre o significado do termo acontecimento parte do pressuposto de que é através das relações entre narrativa, interiorização e construção que se transformam fatos em acontecimentos. O acontecimento não é algo dado, como o fato ou o evento, mas sim, construído pela sociedade por meio de sua significação e narração. É possível considerar o acontecimento não apenas como um marco final ou inicial de processos, mas como ambos, pois ele é responsável pela conclusão, ruptura e emergência de novas formas de lidar com o tempo, reorganizando e reinaugurando uma nova forma de lidar com o presente.
A retomada do termo acontecimento, a partir da segunda metade do século XX, se dá pela expansão midiática e sua relação direta com os eventos traumáticos do século passado, tais como as grandes guerras mundiais, o neocolonialismo e as ditaduras militares latino-americanas. Esses eventos mudaram a compreensão sobre o que seria um acontecimento, e fizeram com que o termo se tornasse um dos principais fatores gravitacionais da história do tempo presente. Contudo, com a virada do século XXI, a problemática em torno do acontecimento se adensou tornando as investigações ainda mais complexas em função das novas tecnologias e de outras maneiras de compartilhamento e troca de informação, frutos da cultura participativa virtual contemporânea.
A partir de tais expansões, eventos que, há algum tempo, teriam passado por um processo de mediação prévia feita pelo jornal ou pela televisão entram em cena ao vivo se historicizando ao mesmo tempo em que ocorrem. Esse foi o caso, por exemplo, do 11 de Setembro de 2001, nos Estados Unidos. Os processos de significação e construção ocorreram ao mesmo tempo em que trouxeram consigo a possibilidade de múltiplas interpretações. Segundo os estudos de François Dosse, em função da atuação da mídia e da possibilidade de acompanhamento dos atentados ao redor do mundo através do recurso ao vivo, se teria a ideia de uma compreensão imediata desse acontecimento. Ao mesmo tempo em que um evento ocorre, movimentos de significação pelos veículos de comunicação e pela sociedade acerca dele são construídos.

### Trauma
A noção de trauma, para a perspectiva da história do tempo presente, associa-se à ideia de uma ruptura brusca com a percepção da passagem do tempo. De modo geral, compreender os impactos do trauma na relação dos indivíduos com o tempo significa considerar que essa experiência se situa no choque entre o sujeito e um acontecimento inesperado. A partir desse choque, visto como uma ruptura subjetiva, os indivíduos, grupos ou sociedades, definem outras formas de lidar com suas projeções de futuro, com o presente e com a recordação acerca de tal experiência. O trauma, geralmente uma forma de violência inesperada, é uma repercussão social do fato propriamente dito, prolongando sua presença na memória individual e coletiva. O trauma pode ser individual, coletivo ou, ainda, geracional, reforçando a ideia da experiência violenta e da transmissão dessa vivência.
A ideia da experiência traumática pressupõe um marco ocorrido no passado, mas que continua no presente, Por esse caráter de ruptura inesperada, ligado à ideia de quebra violenta com a expectativa de vida passada, os traumas podem bloquear a assimilação dos eventos pelos indivíduos e impactar na construção de suas lembranças. Após experiências consideradas traumáticas coletivas, é possível observar, em vários países, movimentos ligados às demandas sociais e aos desejos de reparação, que se baseiam em um rearranjo no modo de viver com as novas experiências, novos olhares e novas formas de ver o mundo. São exemplos desse novo olhar para o passado, as repercussões sobre a experiência nazista na França, com o caso do regime de Vichy, ou, ainda, de Israel, a partir da década de 1970, com as discussões em torno da memória traumática da Segunda Guerra Mundial.
Dentro da perspectiva da história do tempo presente, a criação e estudo de lugares de memórias e arquivos estão relacionadas às discussões sobre trauma  Os arquivos são entendidos como construções contemporâneas de promoção da recordação de eventos do passado, presentes nos considerados acervos e documentos sensíveis. Estes arquivos são revisitados por uma série de indivíduos, atendendo a demandas sociais em momentos de crise, em circunstâncias onde é necessário utilizá-los para superar a ausência de transparência do Estado em relação aos eventos traumáticos, como por exemplo, na Comissão Nacional da Verdade. De modo geral, os arquivos publicados possuem um papel no campo do direito, uma função educacional e memorial diante de uma sociedade cercada pelos traumas que marcaram o século XX e século XXI. Esses documentos são vistos como meio direto para o debate sobre trauma, assim como o uso da história oral, em que se discute sobre a própria ideia de testemunho.

### Testemunho

Poster de propaganda antissemita em Paris, setembro de 1941.

O testemunho constitui um dos principais pilares estruturantes da história do tempo presente, tanto pela abordagem do campo girar sobre temas em que os sujeitos ainda estão vivos, possibilitando o uso de depoimentos e da experiência individual, quanto pelas demandas sociais por memória e os usos públicos do passado. Beatriz Sarlo afirma que, para essa perspectiva de estudo, a ideia do testemunho, entendida enquanto um depoimento ou relato, está vinculada ao ato de narrar o passado a partir das experiências de vida. Ao narrar suas vivências, como nos casos do Regime de Vichy, das ditaduras latino-americanas e do Holocausto, que foram casos limítrofes, a testemunha se insere no campo de fala da ausência daqueles que não sobreviveram. A utilização do testemunho considera que o sujeito traduz aquilo que lhe foi vivido e apreendido enquanto experiência, transmitindo uma vivência subjetiva e parcial sobre os fatos ocorridos.
O desenvolvimento da ideia de testemunho na História esteve associado ao contexto de expansão da prática da História Oral e do trabalho com relatos orais a partir da década de 1950. O testemunho já era utilizado como fonte para a escrita de histórias há muito tempo, como demonstram as Histórias de Heródoto e a História da Guerra do Peloponeso de Tucídides. Porém, no século XIX, o testemunho foi deixado de lado em prol de uma objetividade e imparcialidade, visando uma verdade que viria através do distanciamento do historiador em relação ao seu objeto de estudo. É preciso destacar o papel central da Segunda Guerra Mundial nesse processo de retomada do testemunho na história. A partir do contexto pós-guerra, em especial da década de 1970, inaugura-se um grande processo de coleta de testemunhos, articulado a emergência das narrativas sobre a guerra e a preocupação sobre a sua história enquanto um elemento central na cultura de guerra e das histórias nacionais. O trabalho direto com o recolhimento de testemunhos nesse período visava também sistematizar os depoimentos de crimes cometidos, principalmente os de ordem antissemita, assumindo um caráter judicial e de movimento por reparação de crimes nunca investigados.
O uso do testemunho como fonte para a história do tempo presente está associado à possibilidade de se compreender a experiência dos indivíduos. Seu uso se relaciona a discussão sobre memória e narrativa oral, em que a fala, o corpo, o modo de dizer e as expressões dos sujeitos dizem respeito aos eventos ocorridos. Compreender o lugar do testemunho nessa perspectiva significa pensar o próprio espaço ocupado por ele na sociedade, onde a experiência individual de determinados fatos acaba por se tornar um ponto de choque entre historiadores e sociedade. Igualmente, o testemunho também é utilizado como autoridade nas demandas sociais por memória, na medida em que o ato de relembrar acaba por ser um mecanismo de reconstrução das identidades individuais ou coletivas.

### Memória
De acordo com o historiador Patrick Hutton (1993), o interesse dos historiadores pela memória foi influenciado pela historiografia francesa, especialmente pela história das mentalidades coletivas que ganhou destaque nos anos 1960. Esses estudos focavam em aspectos como cultura popular, vida familiar, hábitos locais e religiosidade, embora a questão da memória coletiva não fosse diretamente abordada na época. Philippe Ariès foi um dos primeiros autores a abordar o tema da memória, destacando o papel dos rituais comemorativos para fortalecer os laços familiares no final do século XVIII e início do século XIX. Ariès também ressaltou a importância dos monumentos e das celebrações em torno de figuras políticas proeminentes ao longo do século XIX, relacionando-os com o surgimento dos Estados nacionais.
A partir da década de 1980, houve uma nova onda de discussão em torno da memória, em especial daquela ligada a ideia de violência e trauma, que veio a integrar também as discussões da história do tempo presente. O debate em torno do assunto está relacionado aos diferentes modos de lidar com as lembranças, experiências e arquivos dos eventos das últimas décadas, com ênfase nas grandes guerras mundiais, nas guerras decoloniais e nas ditaduras civil-militares, eventos tidos como catastróficos. A memória é entendida aqui como uma produção ativa do sujeito, partindo de jogos entre passado e presente, e não como a capacidade de adquirir, armazenar e recuperar informações. Dentro desses debates, na perspectiva da história do tempo presente, observa-se que o foco das análises se volta para alguns aspectos, como a memória coletiva, as disputas de memória e o esquecimento.

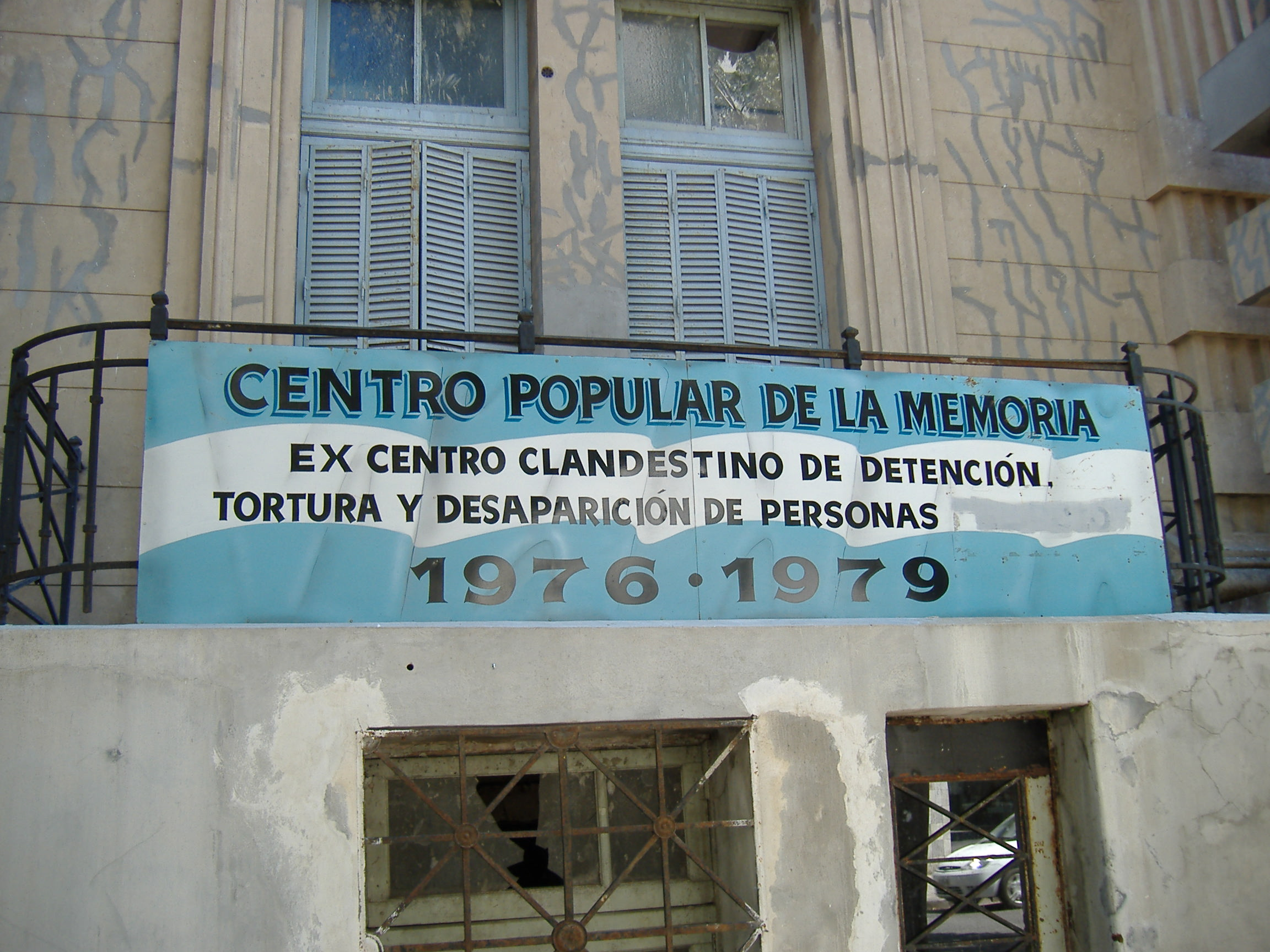
Centro Popular da Memória em Rosário, Argentina. Na faixa está escrito: Ex-centro clandestino de detenção, tortura e desaparecimento de pessoas, 1976, 1979.

A noção de memória coletiva ganhou destaque a partir das discussões do sociólogo Maurice Halbwachs, na década de 1950. Para o pesquisador, a memória seria fruto de um indivíduo ou de uma produção coletiva envolvida em um meio social. A principal proposta da memória coletiva é a de definir que, apesar de cada indivíduo possuir suas lembranças individuais, a constituição da memória é coletiva, pois os sujeitos podem ser lembrados por outras pessoas, devido a suas experiências, e, ainda assim, continuar a modificá-las. Nesse sentido, a própria memória é coletiva e constantemente alterada, fruto do presente em que ela é mobilizada. A memória é sempre uma construção do presente e não uma lembrança fiel do passado ou da experiência. A memória coletiva possui suas particularidades, já que é fruto de um grupo, mas apesar disso ela não é homogênea.
Assim, a memória coletiva está sempre associada aos detalhes do grupo, país ou sociedade a qual ela pertence, construída e significada a partir dessas relações. Um exemplo desse debate é o caso da memória do Holocausto e como diferentes nações lidaram com a experiência compartilhada da Segunda Guerra Mundial. Em meio a essas produções coletivas, surge um outro aspecto sobre a memória relacionado às disputas sociais em torno dela. Essas disputas podem ser visualizadas tanto nas dimensões políticas entre Estado e sociedade, em especial nas demandas sociais, como entre grupos ditos minoritários e a própria sociedade considerada dominante. Esses embates permitiriam observar que a memória é construída a partir das relações sociais, que é partir delas que algo pode ser lembrado ou esquecido. O silenciamento sobre eventos acontecidos acabaria por tornar reprimido algo futuramente esquecido ou excluído da memória oficial. Através dessa ideia, a construção de monumentos e arquivos nacionais, que garantiriam a memória coletiva das nações seria vista como um mecanismo que constrói uma narrativa sobre o passado, selecionando aquilo que deve ser lembrado e o que pode ser esquecido.
Uma das discussões mais recentes empreendidas, por exemplo por Andreas Huyssen, no campo da história do tempo presente relativa à memória gravita em torno do desejo de lembrar e de esquecer. Em uma sociedade cada vez mais conectada, como a do século XXI, e que gera muita informação por minuto, o excesso de lembranças poderia evitar a possibilidade de se olhar para o futuro. Mais que isso, alguns pesquisadores têm alertado para os riscos da chamada hipermnésia movida pelas tecnológicas de arquivamento e busca de informação. Nesse sentido, o principal risco colocado está no ato de guardar demais, sem que se pense no que está se guardando. Preservar tudo que for possível acabaria por gerar uma sensação de ausência da própria memória.

### Esquecimento

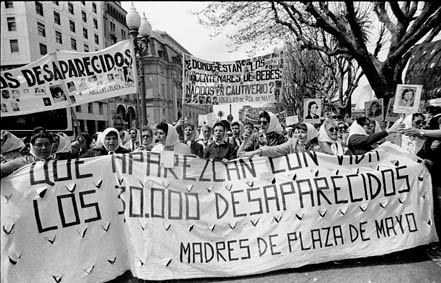
As Mães da Praça de Maio na segunda Marcha da Resistência, ocorrida em 9 e 10 de dezembro de 1982.

A problemática do esquecimento é um dos tópicos mais retomados nas discussões sobre memória na perspectiva da história do tempo presente. A principal questão em torno do debate sobre esquecimento leva em consideração que a memória está associada a um processo de construção constante, e o esquecimento a um processo natural da humanidade . Contudo, ambos os debates não estão dissociados, pois a memória e o esquecimento estão interligados. De acordo com a perspectiva da história do tempo presente, o desejo ou o processo de esquecimento está relacionado à problemática da memória, ao debate sobre o que vem a ser a memória e ao que se quer lembrar. Nesse sentido, o esquecimento está sempre envolvido por um desejo de esquecer, de reprimir, de apagar, mas encontra obstáculos na vontade de lembrar e no desejo de reparar ações do passado.
Entre os casos mais recentes discutidos pela história do tempo presente está o da ditadura civil-militar na Argentina que, desde 1983, envolve uma série de movimentos e organizações sociais, como os protestos das Mães da Praça de Maio, que buscavam evitar o esquecimento da memória dos desaparecidos e das violências do regime. O caso argentino teria fomentado a criação de instituições, como as Comissões Nacionais da Verdade na América Latina, criadas a partir de demandas sociais, que visam evitar o esquecimento dos traumas recentes destes países e servir de instrumento de luta sobre a memória nacional. O caso da Argentina torna evidente a tensão entre lembrar e esquecer e as consequências desse processo. Enquanto o esquecimento de eventos traumáticos ocorridos no regime militar poderia representar um ponto atrativo aos governantes, a lembrança dos crimes cometidos por uma parcela da sociedade envolvida na luta pelos direitos humanos busca impedir que os fatos caiam no esquecimento.

## As principais críticas ao campo

### O distanciamento
Desde o século XIX, para ser considerado um bom historiador, era desejável evitar o estudo de períodos mais recentes, pois a proximidade com o contexto estudado guardaria uma série de riscos e problemas que interfeririam na objetividade da pesquisa do historiador e poderia levar a análises tendenciosas. O que se colocava nesse período, e que perdura na opinião de alguns historiadores até a atualidade, é que a não observância desse pressuposto metodológico poderia levar ao risco de produzir trabalhos subjetivos e, portanto, sem validade científica. Se acreditava que a competência do historiador era baseada em suas interpretações dos traços materiais do passado. Portanto, para que um evento se tornasse um elemento do conhecimento histórico erudito, era necessário esperar vários anos, de modo que os traços do passado pudessem ser arquivados e catalogados
Essa compreensão, herdada em parte do historicismo alemão, vem sendo trabalhada por uma série de pesquisadores direta ou indiretamente inseridos no campo da história do tempo presente. Para estes historiadores, a noção de distanciamento no tempo deveria ser relativizada e não associada apenas à relação ao período no qual o historiador vive e o período estudado por ele. O afastamento temporal não seria necessariamente sinônimo de uma análise mais ou menos objetiva. Para estes historiadores, a distância entre pesquisador e objeto de estudo seria resultado de um processo de distanciamento criado pelo próprio pesquisador ao reconhecer seus envolvimentos com o que investiga. Em outras palavras, o que alguns historiadores da história do tempo presente procuram argumentar é que, apesar dos riscos, o distanciamento temporal não é o fator decisivo ou assegurador de um recuo necessário para as investigações em História. Nesse sentido, o que se argumenta é que essa proximidade com as fontes e o período analisado poderiam possibilitar ao historiador do tempo presente uma compreensão extra acerca dos processos que está estudando, uma vez que ele mesmo seria contemporâneo do seu objeto de estudo.
A separação entre passado e presente colocada dessa forma radical e as competências eruditas exigidas para trabalhar com os períodos recuados garantiram praticamente o monopólio do saber histórico aos especialistas. Assim, os historiadores recrutados pelas universidades no século XIX eram especializados na Antiguidade e na Idade Média, períodos que exigiam o domínio de um conjunto de procedimentos eruditos. Com isso pretendia-se impor critérios rígidos que permitissem separar os verdadeiros historiadores dos amadores.

### O engajamento

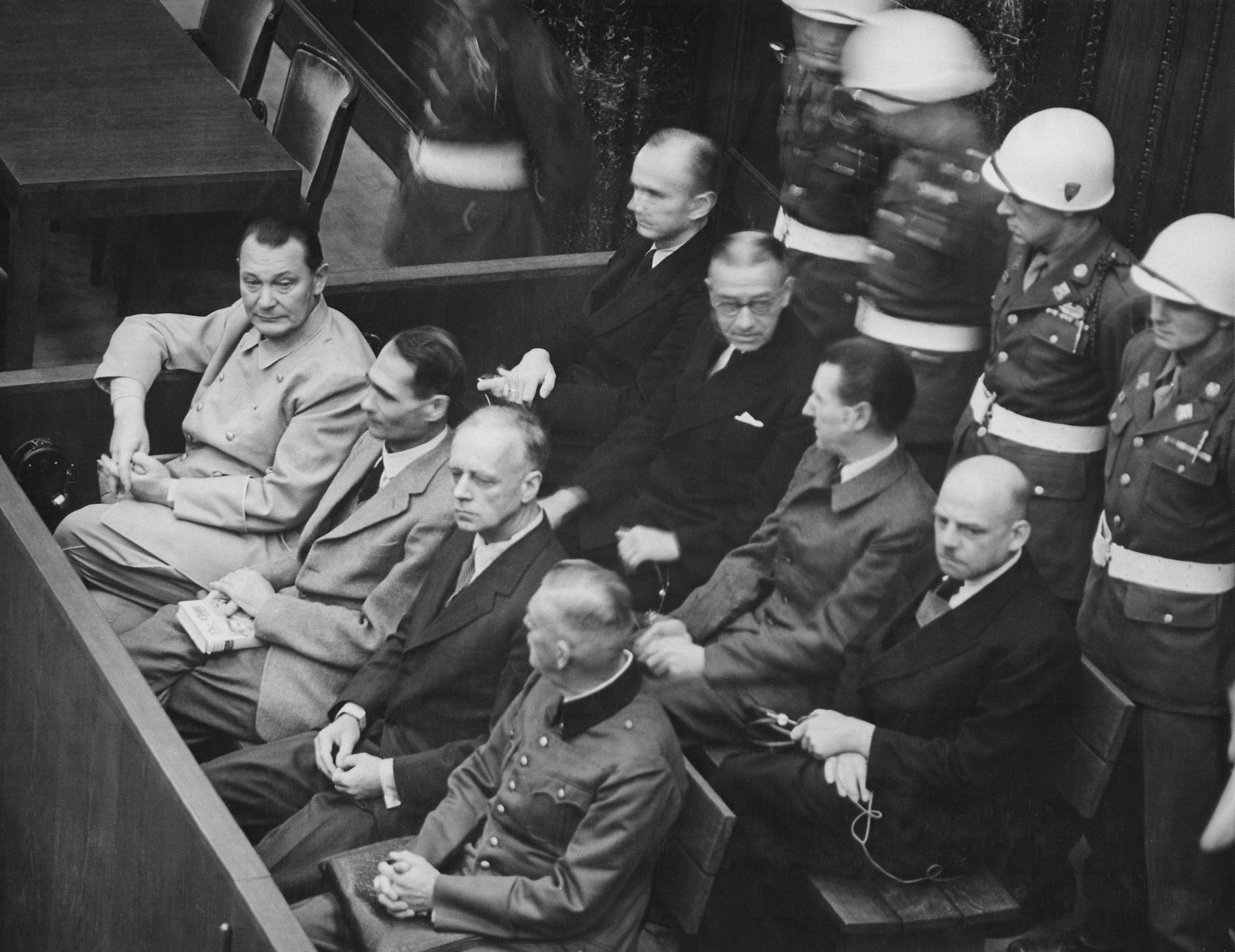
O Tribunal de Nuremberg é um exemplo de temática em que os historiadores e intelectuais se viram envolvidos pelo contexto histórico e onde a história foi convocada diversas vezes para os debates judiciais.

A importância do distanciamento temporal em relação ao objeto estudado vigorou por muito tempo na disciplina da História. O perfil engajado de pesquisador também foi por muito tempo indesejável. A ausência de envolvimento do historiador com o tempo estudado ou com o objeto de análise visava a construção de uma objetividade e, principalmente, de uma neutralidade da História. A partir da Primeira Guerra Mundial, contudo, houve uma inversão nessa ideia de neutralidade, pois alguns historiadores europeus e estadunidenses assumiram papéis sociais mais ativos nos processos de defesa de seus países na guerra. Vários historiadores passaram a se aproximar da história contemporânea, anteriormente vista como arriscada demais por tentar explicar eventos muito recentes, justificando e apoiando a atuação de seus países na Primeira Guerra Mundial. A partir da década de 1910, observa-se uma relativização do veto ao engajamento dos historiadores fruto da discussão acerca de determinadas ideologias políticas que não teriam necessariamente as fronteiras territoriais como definidoras.
Os historiadores, no início do século XX, iniciaram um novo processo de engajamento com suas temáticas de pesquisa, confrontando diretamente a ideia de neutralidade do discurso historiográfico. Logo após as duas guerras mundiais, ficou visível o crescimento de propostas que defendiam o envolvimento de pesquisadores em movimentos sociais ou ainda jurídicos, como na condenação de crimes e violações aos direitos humanos ocorridos durante a Segunda Guerra Mundial. Essa perspectiva também teve críticos, que não deixaram de alertar sobre os perigos ou que defendiam o não envolvimento da disciplina em debates como esse. Muitos pesquisadores da história do tempo presente frisam que essa negação de participação dos historiadores enquanto profissionais engajados tem como causa a percepção do historiador como um juiz, que parte do passado para chegar a uma verdade absoluta, sem levar em conta que a pesquisa histórica é um trabalho de investigação e interpretação provisória dos fatos. Novos documentos e outras abordagens podem alterar o olhar sob um determinado problema.
No Brasil, os questionamentos sobre o engajamento do historiador e seu envolvimento em pautas sociais aconteceram durante as Comissões da Verdade e, mais recentemente, com a fundação do movimento social denominado Historiadores pela Democracia. Contudo, apesar das dicotomias, a história do tempo presente vem se consolidando em um caráter não necessariamente engajado, mas salientando a não-neutralidade da história, uma vez que, a própria seleção de fontes, a escolha de perspectivas e a construção do discurso historiográfico é em si mesmo parcial, permeada de posicionamentos evidentes ou velados.

### O excesso de fontes

Nesse projeto colaborativo, criado em 1991, cada pessoa pode, por escolha própria, preservar algo relativo à sua experiência de vida

As fontes, para os estudiosos dedicados a história do tempo presente, tornam-se mais acessíveis à medida em que o historiador é contemporâneo a elas e, por viver em um período próximo, pode evitar a perda de determinados documentos ou objetos de estudo. Porém, esse caráter de proximidade não significa dizer que tais fontes não resguardam outros desafios. Para alguns pesquisadores, a proximidade temporal ou temática com sua pesquisa lhes possibilitaria ter contato com uma maior abundância de fontes, podendo realizar, inclusive, pesquisas referentes a outras nacionalidades diferentes da sua sem precisar deslocar-se. Apesar da compreensão a respeito do que poderia ser considerado uma fonte histórica ter se alargado durante o século XX e da percepção que as fontes são em si mesmas inesgotáveis, alguns historiadores afirmam que a proximidade temporal com as fontes resguarda a sensação de um inesgotável armazém de análises e investigações possíveis ao historiador do tempo presente.
Nos problemas levantados sobre o excesso de fontes está uma das principais críticas ao campo, uma vez que, o desejo por preservar tudo como fonte pode impedir as relações entre lembrar e esquecer e criar uma sensação de hipermnésia nas sociedades contemporâneas. Esse seria o caso das fontes digitais, campo ainda pouco explorado pelos historiadores do tempo presente. Nesse sentido, uma das principais problemáticas enfrentadas pelos historiadores da história do tempo presente é justamente a eleição, preservação e trabalho com fontes que apesar de serem, em geral, de fácil acesso, trazem o risco de cegar o pesquisador em seu desejo por guardar. Outro ponto fundamental da análise é justamente a proximidade temporal com tais fontes que possibilitaria ao historiador um maior entendimento acerca delas, mas também abriria espaço para problematizações diretamente relacionadas ao próprio contexto no qual o historiador e as fontes se inserem.

### Os sujeitos ainda vivos
A maioria dos estudos em história do tempo presente debatem temas que possuem reverberações no presente. Os sujeitos ainda vivos que atravessaram determinados contextos, ou que estão indiretamente envolvidos neles, representaria, para alguns historiadores, um desafio direto ao campo. A presença de sujeitos ainda vivos tem um peso nos processos de construção da própria história, podendo significar desafios e muitas vezes situações de enfrentamento entre historiadores e sociedade. Os historiadores poderiam ser vistos como fazedores de defeitos nas recordações alheias.  Assim, alguns historiadores são questionados sobre o seu conhecimento de determinado período ser melhor do que o daqueles que viveram na época estudada.  Essa questão está relacionada com os limites do que pode ser considerado memória ou história, onde a experiência passa a ser um fator decisivo para grupos que construíram uma determinada visão e vivência sobre um contexto, muitas vezes traumático, que teriam experienciado.
As relações dos historiadores com sujeitos ainda vivos não seria apenas de embate e enfrentamento. Para a historiadora Marieta de Moraes Ferreira, a proximidade possibilitaria ao historiador trabalhar com a questão do testemunho e ter acesso a determinadas narrativas, através da história oral, que romperiam, em muitos casos, com os discursos oficiais institucionalizados. Em outros casos, apenas as narrativas e a experiência destes sujeitos poderiam ser fontes disponíveis para o estudo de determinados contextos. Por isso, a própria ideia de demanda social é fundamental na compreensão do desenvolvimento de tais relações. Com os traumas recentes do século XX e século XXI, por exemplo, novos movimentos ligados a desejos de reparação e por justiça foram sentidos e materializados em instituições como as Comissões Nacionais da Verdade, destacadas por Carlos Fico. Movimentos como esse colocam os historiadores no centro da demanda social, uma vez que foram muitas vezes convocados, e criticados, por determinados grupos por se envolverem em situações que dizem respeito a traumas e processos ainda não concluídos na sociedade. Observa-se aí uma outra relação possível, a de historiadores e sociedade trabalhando em conjunto, em um processo de apoio ou de autoridade compartilhada, marco da história oral e da história pública.

## Algumas abordagens

### Nova História Política e cultura política
A emergência da história do tempo presente esteve associada à renovação da História Política, conhecida como Nova História Política, que durante muito tempo ficou centrada em narrativas sobre a monarquia e os soberanos. Com a emergência da ideia de estado-nação, no século XIX, o campo passou a se voltar, também, às questões administrativas do Estado e da nação, em especial aos grandes líderes. Em função destas primeiras perspectivas de estudo, o campo foi associado pela Escola dos Annales ao estudo da curta duração ou ainda da efemeridade, sendo criticado pelo seu caráter oficial em um contexto em que a ideia de documento para a história e a perspectiva de compreensão do social e das mentalidades se ampliavam.

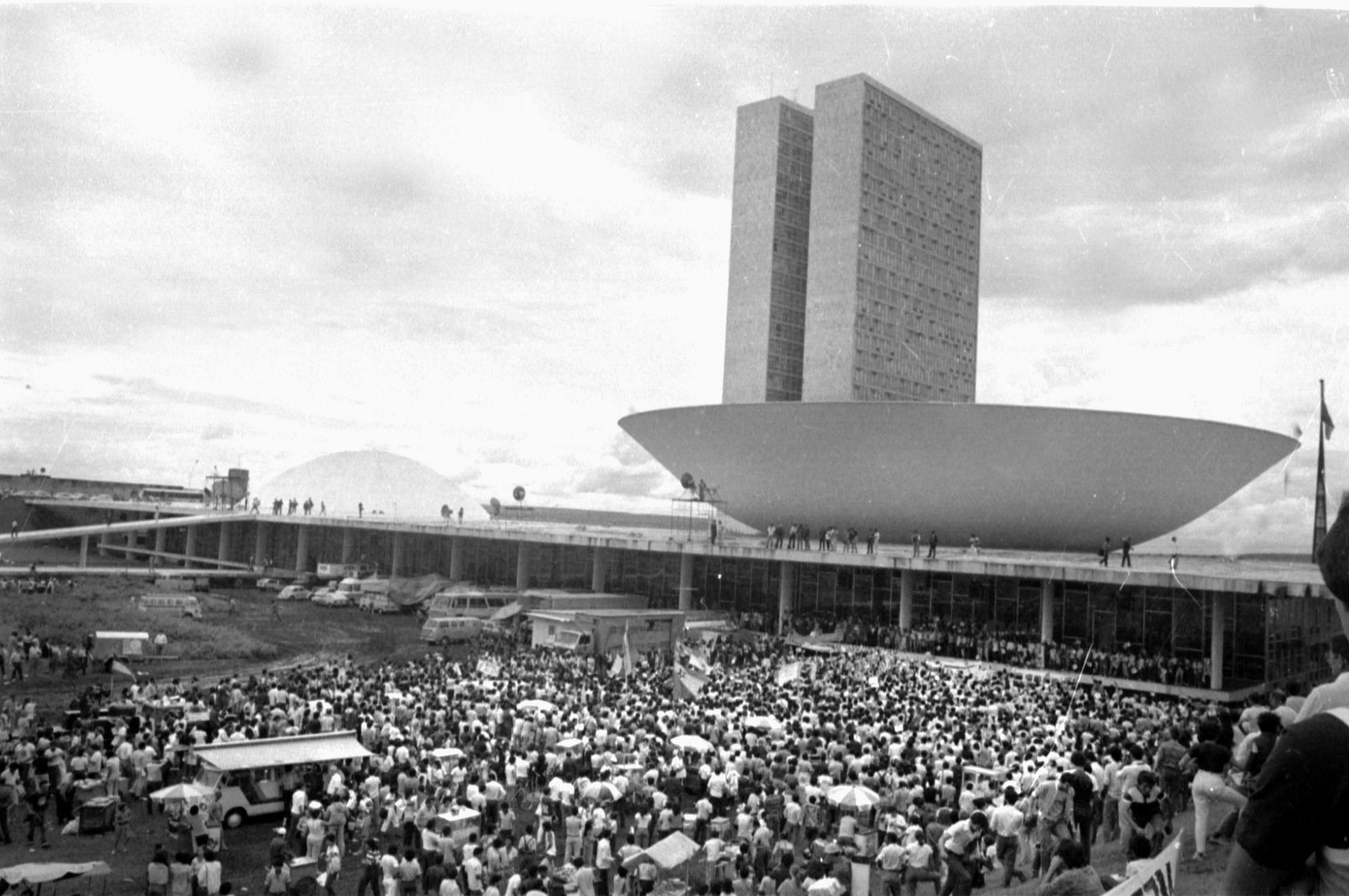
Manifestações populares em frente ao Congresso Nacional durante a eleição de Tancredo Neves pelo Colégio Eleitoral. Janeiro de 1985. Fotógrafo: Célio Azevedo.

Criticada nas primeiras décadas do século XX pela historiografia francesa ligada aos Annales, a História Política se renovou e ganhou novos campos por conta das guerras mundiais, momento no qual os historiadores foram convocados a participar do debate público. Nesse contexto, historiadores das mais variadas regiões, em especial da Europa e dos EUA, produziram análises sobre o contexto que estavam inseridos, tendo assim novos interesses pelo político, por partidos e pelos sistemas de governo. Esses estudiosos passaram a olhar para o presente buscando explicar publicamente questões como as origens dos conflitos armados, os embates que estavam ocorrendo e as possibilidades de futuro. Alguns historiadores se posicionaram em favor de seus países natais, como na Primeira Guerra Mundial, ou ainda sobre determinadas ideologias políticas, o que ocorreria no contexto da Segunda Guerra Mundial.
A partir das grandes guerra mundiais, dos movimentos de independência no continente africano e das ditaduras civil-militares na América Latina, pesquisadores passaram a se interessar pelo campo do político, o que interferiu diretamente na constituição do campo da Nova História Política, a partir da década de 1980. Os pesquisadores inseridos nessa nova abordagem compreendiam a dimensão do político em seu significado mais amplo, incorporando os elementos de pluralidade e autonomia dos personagens e da população em geral. Essa renovação dos estudos sobre o político, que teve entre seus principais líderes o historiador René Rémond, está ligada a aproximação com outros campos disciplinares, como a ciência política e a sociologia. Também houve a ampliação da noção de fontes para outros suportes como os registros cotidianos, as pesquisas eleitorais, as biografias e os documentos orais.
Durante a reconceituação da Nova História Política emergiu a nova categoria denominada cultura política. Discutida originalmente nas décadas de 1950 e 1960 dentro do campo da sociologia, essa categoria articula elementos estruturais da sociedade, como relações entre grupos sociais e a produção de imaginários sobre eles, a dimensões do cotidiano, incorporando os sujeitos comuns nesse processo, ampliando o sentido do político nas ações de governantes e no próprio cotidiano. A ideia de cultura política está associada a um conjunto de práticas e representações políticas compartilhadas entre indivíduos e experimentadas por estes, incluindo determinados governantes, posicionamentos políticos, movimentos de resistência e discussões ideológicas. No Brasil, essa categoria é utilizada por historiadores como Rodrigo Patto Sá Motta para a análise de contextos como a ditadura civil-militar ou ainda ao período anterior, chamado, muitas vezes, de experiência liberal.

### Linguagens e diferentes representações identitárias
Os trabalhos inseridos nas discussões acerca das diferentes produções de sentido através da linguagem, influenciados pelo giro linguístico, pensam as diferentes representações do passado e do presente nos campos simbólicos, do imaginário social, das produções de sentido e também das práticas discursivas. A linguagem não é considerada apenas um meio de expressão. Ela é construção e significação. A linguagem confere sentido, pois, além de comunicar, também constrói o mundo. Estudos recentes sobre a linguagem discutem fontes como a canção, o audiovisual, a mídia, a moda, a arte, entre outras, pensando-as como práticas de construção de realidades sociais e também de sujeitos.
Nesse sentido, a grande maioria dos trabalhos acabam por discutir a identidade a partir da compreensão da linguagem como ferramenta utilizada por diferentes sujeitos na construção de suas identificações. A identidade então, para estes estudiosos, é vista como uma categoria fluida e instável, sujeita a alterações, mudanças e influências externas que podem ser alteradas pelo próprio contato cotidiano entre os indivíduos. Nesse sentido, a identidade, desdo o século XX, vem sendo vista como uma construção histórica, onde um sujeito poderia assumir diferentes identidades em momentos distintos, sem expressar uma uniformidade. Linguagens e identidades são aproximadas na medida em que, através das práticas de comunicação textuais, imagéticas ou orais, criam-se espaços e possibilidades de identificação que, consequentemente, geram novas identidades. Estes estudos ainda destacam a expansão e pluralidade dos processos dentro da ampliação da sensação de aceleração do passar do tempo e, por consequência, do regime de historicidade presentista, como o desenvolvimento tecnológico.

### Patrimônio cultural e lugares de memória

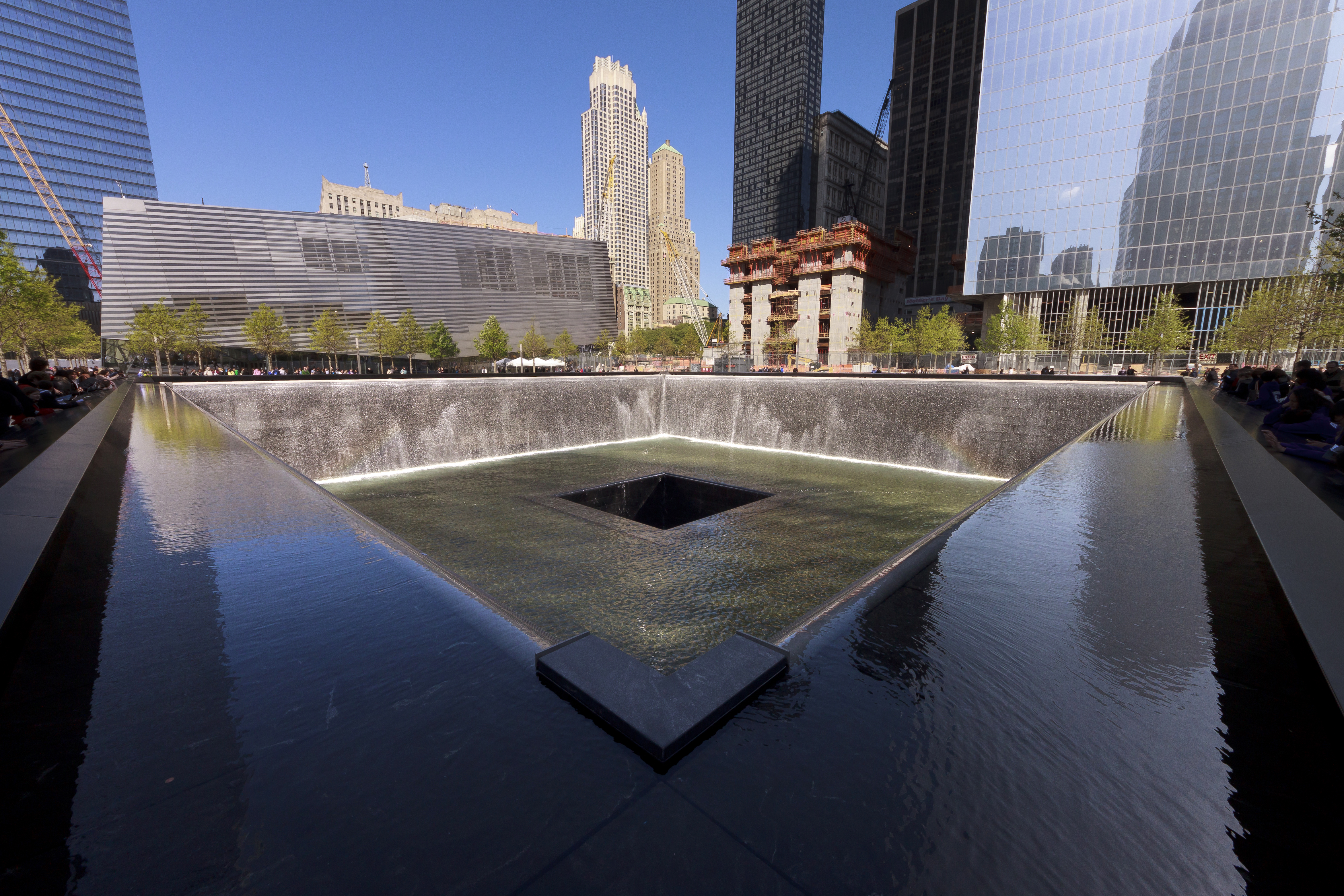
Para Andreas Huyssen, o Memorial do 11 de Setembro, em Nova Iorque, seria um exemplo dos novos debates sobre lugares de memória. A discussão sobre a construção do monumento se iniciou logo após o ataque às Torres Gêmeas, em 2001.

Os debates surgidos em torno da concepção de patrimônio cultural são importantes para a história do tempo presente tematizar discussões sobre representação e novas formas de políticas de memória. Os grandes eventos que marcaram o século XX,  desde o genocídio herero até as guerras decoloniais, levaram países ocidentais a novas discussões com ênfase no problema de como eles deveriam lembrar esses eventos, em especial pelo seu caráter traumático. Mediados tanto pelo engajamento social, que cobraria novos posicionamentos e políticas de reparação, quanto por uma onda no consumo de memória a partir da década de 1980, o patrimônio cultural passou a ser central nessas discussão por seu caráter memorialístico.
Nesse mesmo contexto, novas abordagens passaram a ser realizadas e estudiosos se detiveram sob a noção dos lugares de memória, a partir da obra de Pierre Nora, escrita por ocasião do bicentenário da Revolução Francesa. Os espaços de construção simbólica de representações do passado emergiram em um contexto que se queria evitar o esquecimento. Esse movimento iniciado no século XX se intensificou no adensar de novos eventos, como o 11 de Setembro de 2001, e também na incorporação de novos atores e movimentos em cena, levando a processos cada vez mais acelerados por construção destes lugares e debates sobre sua banalização.
Com as novas discussões sobre memória, em especial articulada à ideia das histórias nacionais, o campo do patrimônio cultural vem se renovando constantemente e se tornando central nos debates da história do tempo presente. A ideia de patrimônio cultural, seja este material ou imaterial, coloca em jogo a definição de o que pode ser considerado como representativo de um determinado contexto para uma sociedade ou grupo de pessoas. Um patrimônio está sempre ligado a um presente pois pressupõe a escolha de referenciais que constroem uma representação sob um determinado passado, ou, ainda, a respeito de múltiplos estratos de tempo. Um dos principais debates dentro do campo do patrimônio cultural está na discussão sobre as ruínas e sua patrimonialização, uma vez que, diferente, por exemplo, de grandes edifícios ou práticas imateriais, elas estariam ligadas a promessas de futuro que não se concretizaram, trazendo consigo um peso nostálgico do passado. Um exemplo destas discussões são os debates das últimas décadas relacionadas às lembranças do Holocausto em regiões marcadas pela perseguição e extermínio de suas populações, como no caso de Israel, ou ainda nos próprios países que foram centrais nas ações militares do nazismo, e também na fixação dos campos de concentração, como a Alemanha. Em ambos os casos, a temática sobre o como lidar com o passado e os usos políticos e públicos dele estariam em crescente debate.

### Narrativa e usos políticos do passado
A discussão a respeito das rupturas e permanências dos eventos e acontecimentos é central nos estudos da história do tempo presente. Um dos principais temas de análise são os usos e narrativas sobre o passado, pois é através deles que é possível realizar uma discussão acerca dos diferentes modos de dar significado e sentido ao passado na atualidade. Os usos do passado estariam diretamente associados às disputas sociais pela memória acerca de eventos passados, próximos ou não temporalmente. Com o crescimento, a partir da década de 1980, das ondas memorialísticas, tiveram lugar novas disputas em torno das narrativas acerca do passado e o crescimento de análises de historiadores preocupados com esses embates. Os usos do passado e as narrativas sobre ele, na perspectiva da história do tempo presente, referem-se aos processos de construção narrativa a cerca da história e da memória, por historiadores ou por públicos diversos. As discussões relativas aos usos do passado estão ligadas diretamente a própria noção de História Pública. Nessa proposta, os usos públicos e políticos do passado articulam também os usos públicos da história por outros indivíduos que não os próprios historiadores.

Cartaz do período da ditadura civil-militar.

A discussão em torno da biografia, assim como da incorporação de estudos sobre produção de jornalistas e escritores a respeito de temáticas históricas, a partir de 1990, seria um dos elementos incorporados ao campo das narrativas e usos do passado. Dentro desse contexto de crescimento e difusão da memória, a partir da década de 1980, se vê também um retorno da biografia e das escritas sobre as trajetórias de vida. Essa questão está ligada ao retorno do sujeito na história, assim como da própria constituição da Nova História Política. Uma produção determinada como biografia, assim como produções de obras consideradas como históricas por não historiadores, são mecanismos de construção narrativa sobre o passado que mobilizam usos a respeito deste. Livros como 1808 ou 1822, de Laurentino Gomes, ou os escritos por Eduardo Bueno estão nesse debate, já que se referem a mobilizações e estratégias de construção narrativa a respeito do passado, produzidas em um ambiente e sob uma rede de contatos e a partir de práticas profissionais não acadêmicas. No caso desses dois autores, é perceptível que suas contribuições são perpassadas pela escrita jornalística, ao tentar transformar o leitor em uma testemunha presencial do passado, buscando eximir o escritor de seu lugar como mediador do passado. Outro exemplo bastante popular ao discutir esse assunto é a série As ilusões armadas, do jornalista Elio Gaspari, que também produz narrativas orientadas pelos princípios jornalísticos.
Em países como a Alemanha, o Brasil ou a África do Sul, observam-se os usos de caráter político dos eventos recentes da história desses países ao se falar de contextos traumáticos ou catastróficos. Em regiões que passaram por regimes totalitários ou ditatoriais, esses debates são suscitados por processos ligados às próprias políticas de reparação materializadas em instituições como as Comissões da Verdade. No caso brasileiro, essa discussão é ainda mais visível, pois a criação destas organizações não teve peso jurídico, no sentido penal, e a intervenção ficou restrita ao processo de construção de narrativas sobre traumas recentes, nesse caso, da ditadura civil-militar brasileira. A própria criação de lugares de memória, como acervos, memoriais e museus, está atrelada diretamente a noção de usos do passado, pois se refere a processos de construções situados em um presente que visa narrar um passado aos olhos da contemporaneidade. Um exemplo do debate acerca dos usos públicos e políticos do passado nas discussões públicas sobre a ditadura civil-militar e a constituição de uma memória digital acerca do evento, pode ser visto na própria Wikipédia. O histórico de edição do verbete Regime Militar no Brasil mostra como pessoas favoráveis ao governo militar no Brasil alteraram a história brasileira para ficar em sintonia com os seus ideais, buscando construir um sentido acerca do passado em um meio de ampla divulgação. Plataformas virtuais como a Wikipédia são espaços públicos de construção narrativa sobre o passado e de usos públicos e políticos da história.

### Artigos científicos
- Alberti, VERENA (1998). «O acervo de história oral do CPDOC: trajetória de sua constituição» (PDF). Consultado em 10 de Julho de 2018
- Amado, Janaina (1995). «O grande mentiroso: Tradição, veracidade e imaginação em historia oral» (PDF). História. Consultado em 9 de maio de 2018[ligação inativa]
- Araújo, Valdei; Pereira, Mateus (2016). «Reconfigurações do tempo histórico: Presentismo, atualismo e solidão na modernidade digital». Belo Horizonte. Rev. UFMG. 23 (1): 270-297. Consultado em 12 de julho de 2018. Cópia arquivada em 10 de julho de 2018.
- Arend, Silvia Maria Fávero; Macedo, Fábio (2009). «Sobre a história do tempo presente: Entrevista com o historiador Henry Rousso». Revista Tempo e Argumento. Consultado em 31 de Março de 2018
- Bauer, Caroline Silveira (2015). «O debate legislativo sobre a criação da Comissão Nacional da Verdade e as múltiplas articulações e dimensões de temporalidade da ditadura civil-militar brasileira». Anos 90. Consultado em 12 de Junho de 2018
- Bonaldo, Rodrigo Bragio (2017). «Quando a Odebrecht construiu Salvador: a narrativa jornalística da história na coleção Terra Brasilis, de Eduardo Bueno (1998‐2006)». Tempo e Argumento. Consultado em 12 de Junho de 2018
- Delacroix, Christian (2018). «A história do tempo presente, uma história (realmente) como as outras?». Tempo e Argumento. Consultado em 9 de Julho de 2018
- Dosse, François (2012). «História do Tempo Presente e Historiografia». Revista Tempo e Argumento. Consultado em 30 de Março de 2018
- Ferreira, Marieta de Moraes (2000). «Fontes historicas para o estudo da imigração» (PDF). CPDOC. Consultado em 31 de Março de 2018
- Ferreira, Marieta de Moraes (2000). «História do tempo presente: desafios» (PDF). Revista Cultura Vozes. Consultado em 31 de Março de 2018
- Ferreira, Marieta de Moraes (2002). «história, tempo presente e história oral» (PDF). Topoi
- Franco, Marina (2018). «La última dictadura argentina en el centro de los debates y las tensiones historiográficas recientes». Revista Tempo e Argumento. Consultado em 15 de Julho de 2018
- Gumbrecht, Hans Ulrich (2009). «A presença realizada na linguagem: com atenção especial para a presença do passado». Ouro Preto. História da historiografia (3): 10-22.
- Hartog, François (2013a). «Experiências do tempo: da história universal à história global?». história, histórias. 1 (1): 164-179. ISSN 2318-1729. Consultado em 12 de julho de 2018. Cópia arquivada em 10 de julho de 2018
- Latour, C. F. (1955). «Portrait of a German Historian, Friedrich Meinecke, 1862-1954». The Historian. Consultado em 2 de Maio de 2018
- Medeiros, Sabrina Evangelista (2007). «Da Historiografia Francesa do Tempo Presente» (PDF). Revista História Comparada (UFRJ). Consultado em 10 de Julho de 2018
- Motta, Rodrigo Patto Sá (2018). «Cultura política e ditadura: um debate teórico e historiográfico». Revista Tempo e Argumento. Consultado em 10 de Junho de 2018
- Mudrovcic, Marina (2017). «História do Tempo Presente e América Latina: Argentina - uma entrevista com María Inés Mudrovcic». Revista Tempo e Argumento. Consultado em 15 de Julho de 2018
- Nicolazzi, Fernando (2010). «A História entre tempos: François Hartog e a conjuntura historiográfica contemporânea». História: Questões e Debates. Consultado em 2 de Junho de 2018
- Nicolazzi, Fernando; Bauer, Caroline Silveira (2016). «O historiador e o falsário: Usos públicos do passado e alguns marcos da cultura histórica contemporânea» (PDF). Varia História. Consultado em 12 de Junho de 2018
- Nora, Pierre (1993). «Entre memória e história: a problemática dos lugares». Projeto História
- Pereira, Mateus Henrique de Faria (2015). «Nova direita? Guerras de memória em tempos de Comissão da Verdade (2012-2014)» (PDF). Belo Horizonte. Varia História. 31 (57): 863-902
- Pimenta, João Paulo (2015). «História do presentismo, história presentista? A propósito de Regimes de historicidade, de François Hartog». São Paulo. rev. hist. (172): 399-404
- Pollak, Michel (1989). «Memória, esquecimento, silêncio». Consultado em 12 de Julho de 2018
- Prost, Antonie (2000). «Como a história faz o historiador». Estudos históricos. Consultado em 9 de maio de 2018
- Rossato, Luciana; Cunha, Maria Teresa Santos (2017). «Vetores para uma escolha: História do Tempo Presente e as pesquisas discentes no PPGH/UDESC». Revista Tempo e Argumento. Consultado em 30 de Março de 2018
- Reis, Daniel Aarão (2010). «Ditadura, anistia e reconciliação» (PDF). Revista Estudos históricos. Consultado em 14 de Julho de 2018
- Rousso, Henry (1996). «O arquivo ou indício de uma falta». Revista Estudos históricos. Consultado em 5 de maio de 2018
- Schmidt, Benito Bisso (1997). «Construindo biografias...Historiadores e jornalistas: aproximações e afastamentos.». Revista Estudos Históricos. 10 (19): 03-21.
- Schwarz, Hans-Peter (2003). «Die neueste Zeitgeschichte» (PDF). Jahrgang. Consultado em 15 de Julho de 2018. Arquivado do original (PDF) em 24 de abril de 2018
- Turin, Rodrigo (2016). «As (des)classificações do tempo: linguagens teóricas, historiografia e normatividade» (PDF). Rio de Janeiro. Topoi. 17 (33): 586-601
- Varella, Flávia (2007). «Verdade, sentido e presença: história e historiografia em Heidegger e Gumbrecht». OPSIS. 7 (9): 113-126.

### Teses e dissertações
- Paiani, Flavia Renata Machado (2017). A história como Best-Seller: aspectos narrativos dos livros de divulgação histórica no Brasil (PDF) (Tese de Doutorado). PUC-RS
- Ravazzolo, Ângela (2012). A escrita da história por jornalistas: diálogos e distanciamentos com a historiografia acadêmica. O caso Elio Gaspari (PDF) (Tese de Doutorado). UFRGS

### Livros e capítulos de livro
- Albuquerque Junior, Durval Muniz (2012). «Fazer Defeitos nas Memórias: para que servem a escrita e o ensino da história?». In:  Gonçalves, Márcia de Almeida; Rocha, Helenice; Raznik, Luíz; Monteiro, Ana Maria. Qual o valor da História hoje?. Rio de Janeiro: Editora FGV. ISBN 9788522509638
- Albuquerque Junior, Durval Muniz (2012). «As Sombras Brancas: Trauma, esquecimento e Usos do Passado». In:  Varella, Flávia Florentino. Tempo presente e usos do passado. Rio de Janeiro: Editora FGV
- Araújo, Maria Paula Nascimento; Silva, Izabel Priscila Pimentel da (2012). «Apresentação do acervo "Marcas da memória: História Oral da Anistia no Brasil" - Construindo um acervo de história oral sobre o Brasil Recente: algumas questões metodológicas». In:  Fico, Carlos; Araújo, Maria Paula; Grin, Monica. Violência na História: Memória, trauma e reparação. Rio de Janeiro: Ponteio. ISBN 9788564116221
- Assman, Aleida (2011). Espaços de Recordação. Campinhas: Editora Unicamp.
- Avelar, Alexandre de Sá (2018). «O reencontro com o General e o meu labirinto: Sobre a releitura de uma tese.». In:  Avelar, Alexandre de Sá; SCHIMIDT, Benito Bisso. O que pode a biografia. São Paulo: Letra e Voz. ISBN 9788593467080
- Bédarida, François (2011). Churchill. Rio de Janeiro: Babel. ISBN 8564548054
- Chartier, Roger (1998). A história cultural entre práticas e representações. Lisboa: Difusão Editora. ISBN 9722905848
- Chartier, Roger (2006). «A visão do historiador modernista.». In:  Ferreira, Marieta de Moraes; Amado, Janaína. Usos e Abusos da História Oral. 8. ed. Rio de Janeiro: FGV. ISBN 8522502005
- Cezar, Temístocles (2014). «O sentido de ensinar história nos regimes antigo e moderno de historicidade.». In:  Magalhães, M. Helenice; Ribeiro, J.F.R.; Ciambarella, A. Ensino de História: usos do passado, memória e mídia. Rio de Janeiro: FGV. ISBN 9788522516308
- Dosse, François (2013). Renascimento do Acontecimento. Um desafio para o historiador: entre Esfinge e Fênix. São Paulo: Unesp. ISBN 9788539303908
- Dumoulin, Olivier (2017). O papel social do historiador: Da Cátedra ao tribunal. Belo Horizonte: Editora Autêntica. ISBN 9788582176825
- Elias, Norbert (1993). O processo civilizador. Rio de Janeiro: J. Zahar. ISBN 8571102570
- Ferreira, Marieta de Moraes; Amado, Janaina (1996). História do tempo presente. Rio de Janeiro: FGV. ISBN 8522502005
- Ferreira, Marieta de Moraes (2003). «Apresentação.». In:  Rémond, René. Por uma história política. Rio de Janeiro: FGV. ISBN 8522504458
- Ferreira, Marieta de Moraes (2012). «Demandas Sociais e História do Tempo Presente.». In:  Varella. Tempo presente & usos do passado. Rio de Janeiro: FGV. ISBN 9788522512690
- Ferreira, Marieta de Moraes; Delgado, Lucilia De Almeida Neves (2014). História do tempo presente. Rio de Janeiro: FGV. ISBN 9788522515431
- Freitas, Itamar (2016). «História do tempo presente nos programas escolares estaduais para high school nos Estados Unidos da América: comentários sobre a vulgata histórica nacional e transnacional (1999-2014).». In:  Gonçalves, Janice. História do tempo presente: oralidade, memória, mídia. Itajai: Casa Aberta. ISBN 9788562459603
- Fico, Carlos (2004). Além do golpe: versões e controvérsias sobre 1964 e a ditadura militar. Rio de Janeiro: Record. ISBN 8501069035
- Fico, Carlos (2004). O grande irmão: da Operação Brother Sam aos anos de chumbo. Rio de Janeiro: Civilização Brasileira. ISBN 9788520008430
- Fico, Carlos; Araújo, Maria Paula; Grin, Monica (2012). Violência na História: memória, trauma e reparação. Rio de Janeiro: Ponteio. ISBN 9788564116221
- Fico, Carlos (2012). «História que temos vivido.». In:  Varella, Flávia Florentino. Tempo presente e Usos do Passado. Rio de Janeiro: FGV. ISBN 9788522512331
- Freund, Alexander (2016). «Sob o encanto da contação de estórias? História oral numa era neoliberal». In:  Gonçalves, Janice. História do tempo presente: oralidade, memória, mídia. Itajai: Casa Aberta. ISBN 9788562459603
- Gonçalves, Janice (2016). História do Tempo Presente: oralidade, memória, mídia. Itajaí: Casa Aberta. ISBN 9788562459603
- Gonçalves, Janice (2016). Figuras de Valor: patrimônio cultural em Santa Catarina. Itajaí: Casa Aberta. ISBN 9788562459580
- Gumbrecht, Hans Ulrich (1998). Modernização dos sentidos. São Paulo: Edições 34. ISBN 9788573260984
- Gumbrecht, Hans Ulrich (2007). Elogio da beleza atlética. São Paulo: Companhia das Letras. ISBN 9788535910827
- Gumbrecht, Hans Ulrich (2010). Produção de presença: o que o sentido não consegue transmitir. Rio de Janeiro: Contraponto. ISBN 9788578660314
- Gumbrecht, Hans Ulrich (2014). Depois de 1945: latência como origem do presente. São Paulo: Editora da UNESP. ISBN 9788539305216
- Gumbrecht, Hans Ulrich (2015). Nosso amplo presente - o tempo e a cultura contemporânea. São Paulo: Editora da UNESP. ISBN 9788539306008
- Halbwachs, Maurice (1998). A memória Coletiva. São Paulo: Centauro. ISBN 858820858X
- Hall, Stuart (2006). A identidade cultural na pós-modernidade. Rio de Janeiro: DP&A. ISBN 8574903361
- Hartog, François (2011). A evidência da História: o que os historiadores veem. Belo Horizonte: Autêntica. ISBN 9788565381468
- Hartog, François (2013). Regimes de historicidade: presentismo e experiências do tempo. Belo Horizonte: Autêntica. ISBN 9788565381468
- Hartog, François (2017). Crer em História. Belo Horizonte: Autêntica. ISBN 9788565381468
- Hobsbawm, Eric (2013). Sobre História. São Paulo: Companhia das Letras. ISBN 9788535922189
- Huyssen, Andreas (2014). Culturas do passado‐presente: modernismo, artes visuais, políticas da memória. Rio de Janeiro: Contraponto. ISBN 9788578660987
- Huyssen, Andreas (2004). Seduzidos pela memória. Rio de Janeiro: Aeroplano. ISBN 8586579157
- Jenkins, Henry; Green, Joshua; Ford, Sam (2014). Cultura da Conexão: Criando valor e significado por meio da mídia propagável. São Paulo: Aleph. ISBN 9788576571629
- Knauss, Paulo (2012). «Usos do passado e história do tempo presente: Arquivos da repressão e conhecimento histórico.». In:  Varella, Flávia Florentino. Tempo presente e usos do passado. Rio de Janeiro: FGV. ISBN 9788522512690
- Levillain, Philippe (2003). «Os Protagonistas: Da biografia». In:  Rémond, René. Por uma história política. Rio de Janeiro: FGV. ISBN 8522504458
- Koselleck, Reinhart (2006). Futuro Passado: contribuição à semântica dos tempos históricos. Rio de Janeiro: Contraponto/Ed. PUC-RJ,. ISBN 8585910836
- Koselleck, Reinhart (2014). Estratos de Tempo: estudos sobre a História. Rio de Janeiro: Contraponto/Ed. PUC-RJ,. ISBN 9788578660994
- Lafer, Celso (2012). «Justiça, História, Memória: Reflexões sobre a Comissão a Verdade». In:  Fico, Carlos; Araújo, Maria Paula; Grin, Monica. Violência na História: Memória, trauma e reparação. Rio de Janeiro: Ponteio. ISBN 9788564116221
- Mattos, Hebe; Bessone, Tânia; Mamigonian, Beatriz (2016). Historiadores pela democracia. São Paulo: Alameda Editorial. ISBN 8579394082
- Milgram, Avraham (2012). «O movimento pendular da memória do Holocausto em Israel.». In:  Fico, Carlos; Araújo, Maria Paula; Grin, Monica. Violência na História: Memória, trauma e reparação. Rio de Janeiro: Ponteio. ISBN 9788564116221
- Motta, Rodrigo Patto (2006). Jango e o golpe de 1964 na caricatura. Rio de Janeiro: J. Zahar. ISBN 9788537811733
- Motta, Rodrigo Patto; Reis, Daniel Aarão; Ridenti, Marcelo (2014). A ditadura que mudou o Brasil: 50 anos do golpe de 1964. Rio de Janeiro: J. Zahar. ISBN 9788537811733
- Nora, Pierre (1979). «O Retorno do Fato.». In:  Goff, Jacques Le; Nora, Pierre. História: Novos Problemas. Rio de Janeiro: Livraria Francisco Alves Editora S. A. ISBN 8526500392
- Pinto, Antonio Costa (2012). «Memória, Trauma e Justiça na Europa e Israel: transições democráticas e justiça de transição na Europa do Sul. Perspectivas comparadas». In:  Fico, Carlos; Araújo, Maria Paula; Grin, Monica. Violência na História: Memória, trauma e reparação. Rio de Janeiro: Ponteio. ISBN 9788564116221
- Portelli, Alessandro (2006). «O massacre de Civitella Val di Chiana (Toscana, 29 de Junho de 1944): mito, política, luto e senso comum». In:  Ferreira, Marieta de Moraes; Amado, Janína. Usos e Abusos da História Oral. Rio de Janeiro: Editora FGV. ISBN 8522502005
- Portelli, Alessandro (2016). História Oral Como Arte Da Escuta. São Paulo: Letra e Voz
- Prost, Antoine (2008). Doze lições sobre a História. Belo Horizonte: Autêntica. ISBN 9788575263488
- Quadrat, Samantha VIz (2012). «Em busca dos arquivos das ditaduras do Cone Sul: desafios e perspectivas». In:  Fico, Carlos; Araújo, Maria Paula; Grin, Monica. Violência na História: Memória, trauma e reparação. Rio de Janeiro: Ponteio. ISBN 9788564116221
- Rémond, René (1989). Introdução da História do Nosso Tempo. Rio de Janeiro: Apicuri. ISBN 9788583170402
- Rémond, René (1997). Por uma História Política. Rio de Janeiro: Editora FGV. ISBN 8522504458
- Rémond, René (2003). Por uma História Política. Rio de Janeiro: Editora FGV. ISBN 8522504458
- RICOEUR, Paul (2000). Memoria, história e esquecimento. Campinas: Contraponto. ISBN 9788564116221
- Rincón, Omar (2006). Narrativas mediáticas: O cómo se cuenta la sociedad del entretenimiento. Barcelona: Editorial Gedisa. ISBN 8497841379
- Rousso, Henry (2006). «A memória não é mais o que era». In:  Ferreira, Marieta de Moraes; Amado, Janaína. Usos e Abusos da História Oral. 8. ed. Rio de Janeiro: FGV. ISBN 8522502005
- Rousso, Henry (2007). A história do Tempo Presente, vinte anos depois. História do Tempo Presente, Porto Jr., Gilberto (Org.). Bauru: EDUSC. pp. 277 – 296. ISBN 9788574602998
- Rousso, Henry (2016). A última catástrofe: a história, o presente, o contemporâneo. Rio de Janeiro: FGV. ISBN 9788522518944
- Sarlo, Beatriz (2007). Tempo passado: cultura da memória e guinada subjetiva. São Paulo: Companhia das Letras
- Schäfer, Wolf (2004). «Global History and the Present Time.». In:  Trischler, Peter Lyth and Helmuth. Wiring Prometheus: Globalisation, History and Technology,. Dinamarca: Aarhus. ISBN 8772889470
- Snyder, Timothy (2017). Sobre a tirania: vinte lições do século XX para o presente. São Paulo: Companhia das Letras. ISBN 9788535929188
- Schott, Joan (1999). «Experiência». In:  Silva, Alcione Leite da. Falas de Gênero. Florianópolis: Editora Mulheres. pp. 21–55. ISBN 9788586501166
- Santhiago, Ricardo (2016). «Duas Palavras, Muitos Significados: Alguns comentários sobre a história pública no Brasil.». In:  Mauad, Ana Maria; Almeida, Janiele Rabêlo de; Santhiago, Ricardo. História Pública no Brasil: Sentidos e Intinerários. São Paulo: Letra e Voz. ISBN 9788562959424
- Seligmann-Silva, Márcio (2012). «Direito pós-fáustico: por um novo tribunal como espaço de rememoração e elaboração dos traumas sociais.». In:  Fico, Carlos; Araújo, Maria Paula; Grin, Monica. Violência na História: Memória, trauma e reparação. Rio de Janeiro: Ponteio. ISBN 9788564116221
- Sevcenko, Nicolau (2001). A corrida para o século XXI: no loop da montanha-russa. São Paulo: Companhia das Letras. ISBN 8535900926
- Varella, Flávia (2012). História do Tempo Presente & Usos do Passado. Rio de Janeiro: FGV. ISBN 9788522512331

### Páginas da web
- Simon, Zoltán (2016). «We have never been presentist: on Regimes of Historicity». Cópia arquivada em 10 de julho de 2018